# Voodoo Macbeth
Voodoo Macbeth es el título popular del Macbeth de William Shakespeare en la adaptación que Orson Welles dirigió para la producción del Proyecto de Teatro Federal estrenada en Nueva York en 1936. Welles trasladó el escenario de la obra de Escocia a una isla caribeña ficticia, reclutó un elenco completamente negro. El mencionado título popular se debe al vudú haitiano que sustituyó a la brujería escocesa en la trama de Welles.
La obra se enmarca en el conjunto de actividades promovidas por el Proyecto de Teatro Federal, controlado por la agencia Works Progress Administration (WPA) a partir del 27 de agosto de 1935, siguiendo el acta "Emergency Relief Appropriation" de ese mismo año. Dentro de dicho proyecto gubernamental, se creó la Unidad de Teatro Negro (Negro Theatre Unit) dividida en dos ramas, una para el teatro contemporáneo y otra para los clásicos. El objetivo era proporcionar la presencia de trabajadores negros, más allá de las imposiciones raciales del teatro clásico.

## La versión de Welles
La obra original de Shakespeare trata sobre la caída de un usurpador en la Escocia medieval, que es alentado en sus acciones por tres brujas. La idea de Welles fue interpretar el texto de forma fidedigna, pero utilizando vestuarios y decorados que aludieran al Haití del siglo XIX, específicamente durante el reinado de Henri Christophe, un esclavo convertido en emperador. Aunque la razón principal del nuevo montaje era posibilitar un elenco completamente negro, Welles añadió el atractivo exótico del vudú más cercano al público afroamericano, que la brujería medieval.
Si bien el personaje de Hécate, la Reina de las Brujas, suele recortarse, Welles la convirtió en una figura fundamental, transformándola en un hombre enorme con un látigo (interpretado por Eric Burroughs), Hécate preside los eventos como maestro de ceremonias de los magos y, a menudo, cierra las escenas. Hécate termina la obra con la línea "El encanto terminó" ("The charm's wound up"), repetida del Acto 1. La versión cinematográfica de Macbeth de Welles de 1948, en la que no aparece Hécate, también termina con esta línea. La producción utilizó un escenario único e inalterable de un castillo en una jungla. Los fondos presentaban palmeras estilizadas e imágenes de esqueletos. No está claro si la producción eliminó las referencias a Escocia del texto. El libro de indicaciones de Welles los mantiene intactos, pero en el registro cinematográfico superviviente del clímax de la producción, la línea "Salve, rey de Escocia" se trunca a "Salve, rey".

## Producción
La Unidad de Teatro Negro del Proyecto Federal de Teatro se formó en 1935, bajo la distinguida actriz Rose McClendon. Aconsejó a la directora nacional Hallie Flanagan que el proyecto debería comenzar bajo una dirección experimentada y seleccionó al productor John Houseman como codirector de la unidad. Su asociación nunca se realizó, pronto se hizo evidente que McClendon no se encontraba bien, y solo hizo unas pocas apariciones formales antes de enfermarse gravemente en diciembre de 1935.
Con respecto al nombre de la unidad, Houseman escribió más tarde, "la palabra 'negro' era tabú. 'Negro' era de uso oficial y general, aunque hubo cierto desacuerdo ideológico sobre si debería escribirse con N minúscula o mayúscula".
Houseman había establecido sus credenciales como gerente general de la producción totalmente negra, Four Saints in Three Acts (1934).Siguiendo el consejo del compositor Virgil Thomson, Houseman dividió la unidad en dos secciones, entre las cuales los propios miembros del proyecto podían elegir y podían cambiar de una producción a otra. Una sección se dedicó al drama contemporáneo original de temática negra. "El otro", escribió Houseman, "se dedicaría a la interpretación de obras clásicas de las que nuestros actores serían los intérpretes, sin concesión ni referencia al color".
"Para que este excelente esquema funcionara", escribió Houseman, "había una condición esencial: que la calidad de estas producciones 'clásicas' fuera excepcionalmente alta. Sería fatal emprender el arriesgado y difícil negocio de producir Shakespeare en Harlem hasta que hubiera encontrado un director de cuya imaginación creativa y poder estuviera completamente seguro".
Houseman invitó a su reciente colaborador, Orson Welles, de 20 años, a unirse al proyecto. Welles se negó al principio, ya que el trabajo afectaría su lucrativa carrera en la radio y temía volver a la insolvencia, pero su joven esposa Virginia lo convenció de que aceptara el trabajo. En el otoño de 1935, Welles llamó a Houseman después de que él y Virginia tuvieran una inspiración. Welles propuso montar una producción completamente negra de Macbeth, transpuesta de Escocia a un entorno isleño mítico inspirado en el Haití del siglo XIX y el mundo de fantasía de La Tempestad. La idea ofrecía ventajas creativas en música, vestuario y escenarios, y la capacidad de hacer que el papel de la brujería fuera creíble para el público moderno al sustituirla por el vudú haitiano.La producción fue ya conocida como Voodoo Macbeth antes de su presentación.
A pedido de Welles, Houseman se mantuvo alejado de los primeros ensayos, permitiéndole concentrarse en las dos primeras producciones de la Unidad de Teatro Negro, ambas del ala contemporánea. Walk Together Chillun, escrita y codirigida por el actor Frank Wilson, fue la primera producción modestamente recibida, presentada en febrero de 1936. La segunda fue Conjur' Man Dies de Rudolph Fisher, una comedia de misterio protagonizada por Dooley Wilson y dirigida por Joseph Losey, que fue un gran éxito.
Dado que Conjur' Man Dies fue escenificado mientras el elenco de 150 personas de Macbeth estaba ensayando, los ensayos debieron pasar a la medianoche.
Los escenarios y el vestuario fueron diseñados por Nat Karson. : 3  Welles y Karson investigaron el estilo Directorio, los uniformes de la época napoleónica y la vegetación tropical. Los decorados y el vestuario fueron ejecutados por el Taller de Teatro Federal a un costo de $ 2,000. : 8 
La iluminación fue creada por Abe Feder, más tarde considerado como uno de los fundadores de la profesión de diseñador de iluminación . Feder tenía una relación difícil con Welles, a quien creía demasiado joven e ignorante de los aspectos prácticos del teatro; Continuó manteniendo esta opinión cuando fue entrevistado décadas después.
Welles también enfrentó algunas dificultades para asentar su autoridad con el elenco y el equipo negro, pero los ganó con su energía y calidez, y complació a todos llenando el espacio de ensayo con comida y bebida.Los miembros negros del elenco y el equipo entrevistados décadas después dijeron que Houseman y Welles tenían toda su confianza.
"Nunca hubiera llegado a nada en el teatro si no hubiera sido por Orson Welles", recordó Canada Lee. "La forma en que veía la actuación era interesante y ciertamente era mejor que pasar hambre. Pero no tuve un enfoque serio hasta que... me topé con Orson Welles. Estaba montando una producción de Macbeth en el Teatro Federal con actores negros y, de algún modo, gané el papel de Banquo. Ensayó con nosotros durante seis meses completos, pero cuando la obra finalmente se presentó ante una audiencia, estaba bien, y fue una sensación maravillosa saber que lo estaba. De repente, el teatro se volvió importante para mí. Le tenía respeto, por lo que podía decir. Tenía la ambición, la cogí de Orson Welles, de trabajar como un loco y ser un actor convincente".
La obra se estrenó el 14 de abril de 1936 en el Teatro Lafayette de Harlem. Un preestreno gratuito dos días antes atrajo a 3.000 personas más de las que podían sentarse.
"Ciertamente, el gran éxito de mi vida fue esa obra", dijo Welles a la entrevistadora de la BBC Leslie Megahey en 1982. “Porque la noche del estreno hubo cinco cuadras en las que se detuvo todo el tráfico. No podías acercarte al teatro en Harlem. Todos los que eran alguien en el mundo blanco o negro estaban allí. Y cuando terminó la obra hubo tantos toques de telón que finalmente dejaron el telón abierto y el público subió al escenario para felicitar a los actores. Y eso fue, eso fue mágico."
Macbeth se representó durante diez semanas con entradas agotadas en el Teatro Lafayette (del 14 de abril al 20 de junio de 1936).Luego, la producción se trasladó al Teatro Adelphi (del 6 al 18 de julio). El 15 de julio, Jack Carter completó solo el primer acto, y la actuación fue completada por el suplente Thomas Anderson. A partir del 16 de julio, Maurice Ellis interpretó el papel de Macbeth, y Charles Collins sucedió a Ellis en el papel de Macduff.
La obra realizó una gira por lugares de la WPA en todo el país, comenzando con compromisos en Bridgeport (21 al 25 de julio) y Hartford, Connecticut (28 de julio al 1 de agosto). Macbeth se representó en Dallas a partir del 6 de agosto y la producción se presentó en la Exposición del Centenario de Texas del 13 al 23 de agosto. Las actuaciones se presentaron en el nuevo anfiteatro al aire libre con capacidad para 5000 personas, donde los asientos integrados fueron una experiencia única para los asistentes al teatro de Dallas. : 64 La producción fue una de las obras más comentadas de la exposición y atrajo a un público numeroso y entusiasta. Para muchos fue su primera oportunidad de ver una actuación dramática profesional de actores afroamericanos. : 96 
Welles fue enviado a unirse a la compañía durante la presentación de la obra en Indianápolis (del 25 al 29 de agosto), para calmar las disputas entre compañías que amenazaron la producción después de que aumentaron las tensiones raciales durante el segmento de la gira por el sur segregado. De incógnito, interpretó el papel de Macbeth en una actuación allí, cuando Ellis se enfermó. La gira de 4.000 millas continuó hasta Chicago (del 1 al 13 de septiembre) Detroit y Cleveland, y finalizó en Syracuse, Nueva York (del 23 al 25 de septiembre).
Después del regreso de la compañía a Nueva York, las funciones finales de Macbeth se presentaron del 6 al 17 de octubre en el Majestic Theatre de Brooklyn. La producción fue invitada a Londres por el empresario Charles B. Cochran, pero Welles se negó porque estaba tratando de asegurar su carrera en Nueva York.
Los últimos cuatro minutos de la producción se conservan en una rara película de 1937, We Work Again, un documental de WPA que es de dominio público y puede verse en línea. Maurice Ellis y Charles Collins aparecen como Macbeth y Macduff, lo que indica que el rodaje tuvo lugar después del 16 de julio de 1936.
Houseman produjo solo una obra más para la Unidad de Teatro Negro del Federal Theatre Project. Después de diez meses como director del proyecto, aseguró a Hallie Flanagan que la unidad era viable y debería ser dirigida por un triunviratoque comprendía al intelectual de las Indias Occidentales Harry Edward, Carlton Moss y Gus Smith. Él y Welles fueron autorizados a crear una nueva unidad de Teatro Clásicoque se conoció como Federal Theatre Project 891. Su primera producción, Horse Eats Hat, se inauguró en septiembre de 1936.

## Elenco

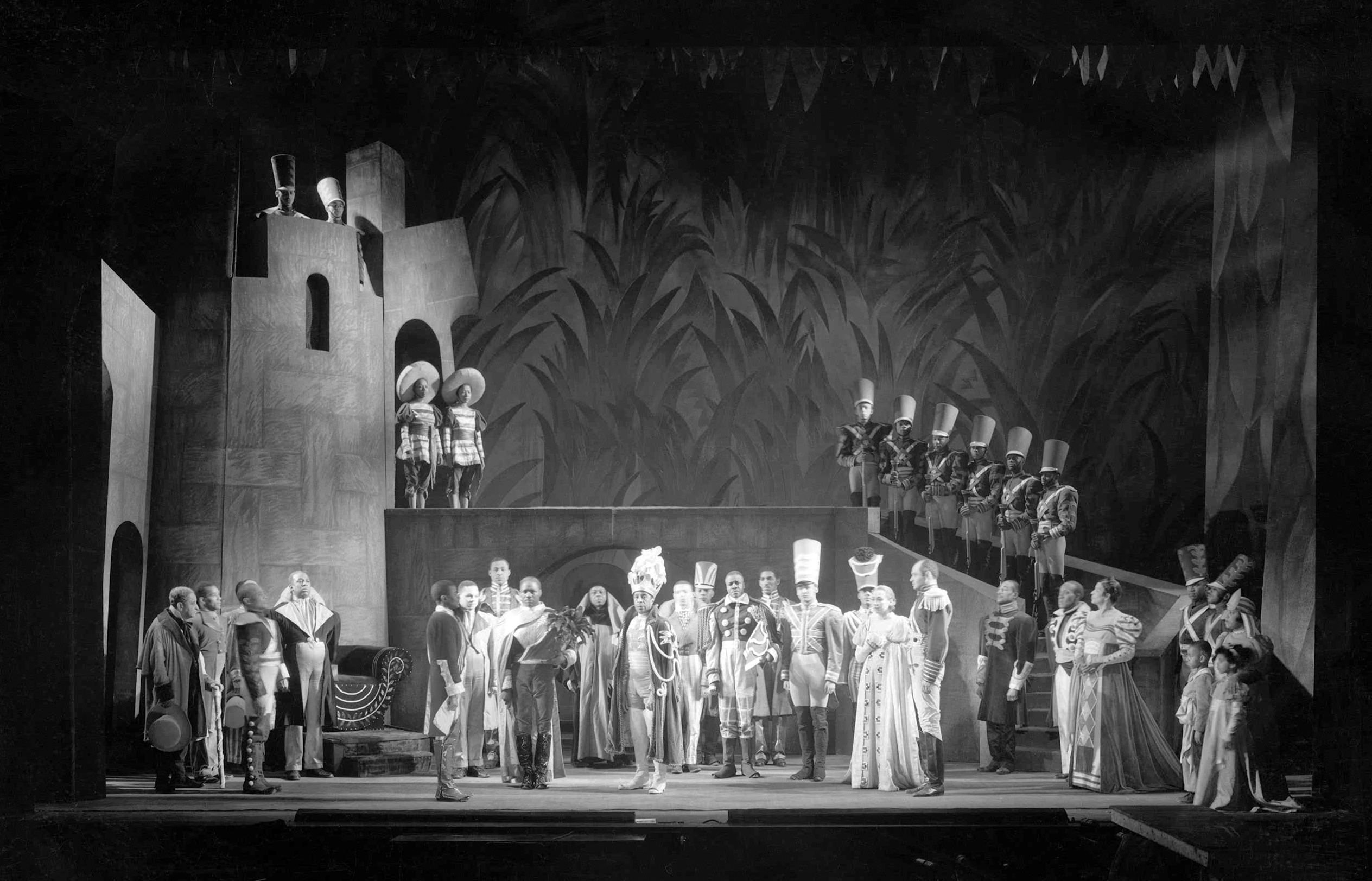
El rey Duncan llega al palacio de Macbeth

El elenco de Macbeth contaba con 150 personas, pero solo cuatro eran actores profesionales: Jack Carter, Edna Thomas, Canada Lee y Eric Burroughs.
Juano Hernández fue elegido primero como Macbeth, pero dejó la producción después de solo tres ensayos para interpretar el papel principal en una serie de radio de NBC. Jack Carter, que interpretó a Crown en la producción teatral original de Porgy, fue elegido para el papel. Rose McClendon iba a interpretar a Lady Macbeth, pero cuando enfermó gravemente, Edna Thomas heredó el papel. Tanto Carter como Thomas eran de piel clara y usaban maquillaje oscuro para evitar verse diferentes al resto del elenco. Thomas interpretó a Lady Macbeth como una figura materna para Macbeth.
Carter era un ex criminal y alcohólico, pero Welles lo eligió a pesar de que le advirtieron sobre su hábito de desaparecer durante semanas en borracheras. Carter entendió la importancia de la producción para su carrera y controló la bebida control durante la representación en Harlem. Welles dedicó mucho tiempo a ayudar a Carter a canalizar su adrenalina en su actuación. Los dos hombres se unieron y fueron juntos a los locales nocturnos de Harlem después de los ensayos. Su comportamiento se volvió tan problemático durante la actuación en Broadway que fue reemplazado por Maurice Ellis, quien había desempeñado el papel de Macduff.
Canada Lee interpretó a Banquo.Lee había conocido a Welles antes de su participación en la producción, en una actuación de Stevedore. Los espectadores habían derivado a una frenética pelea verbal, y Lee rescató a Welles de ser atacado por un espectador que empuñaba un cuchillo.
El papel de Hécate, que Welles cambió de la reina bruja del original al de un sacerdote vudú masculino, fue interpretado por Eric Burroughs, formado en la Royal Academy of Dramatic Art de Londres. The New York Times señaló que la línea final de Burroughs, "¡Se acabó el encanto!" al caer el telón provocó un frenesí de vítores de 15 minutos en todo el Teatro Lafayette con sus 1200 asientos.
A pesar de que había pocos actores afroamericanos profesionales disponibles y muchos de los miembros del elenco nunca antes habían actuado en Shakespeare, Welles creía que mostraban una mejor comprensión del ritmo del pentámetro yámbico que muchos profesionales.
Welles también contrató a percusionistas y bailarines africanos, encabezados por el baterista y coreógrafo sierraleonés Asadata Dafora. El bailarín Abdul Assen, miembro de la compañía de danza Shogola Aloba de Dafora, al que se le acreditó solo como "Abdul" en el programa, fue ampliamente elogiado por los críticos en su papel de médico brujo. La presentación de prácticas vudú de Dafora y Assen y el acompañamiento musical de las palabras de las brujas con toques de tambor fueron populares entre el público, la crítica y el propio Welles. La participación de Assen, Dafora y la tradición musical y danzaria africana de la diáspora añadió un poderoso sentimiento de autenticidad al entorno haitiano que se convirtió en parte del folclore que rodeaba la producción.

## Lista de reparto
El elenco y el equipo de Macbeth están acreditados en el cuaderno de producción original : 4–5  y en El teatro de Orson Welles de Richard France.
 
| - Duncan (The King) … Service Bell - Malcolm (Son to the King) … Wardell Saunders - Macduff … Maurice Ellis - Banquo … Canada Lee - Macbeth … Jack Carter - Ross … Frank David - Lennox … Thomas Anderson - Siward … Archie Savage - Primer asesino … George Nixon - Segundo asesino … Kenneth Renwick - El doctor … Laurence Chenault - El sacerdote ... Al Watts - Primer mensajero … Philandre Thomas - Segundo mensajero … Herbert Glynn - El portero … J. Lewis Johnson - Seyton … Larrie Lauria - Un caballero … Charles Collins - Primer capitán … Lisle Grenidge - Segundo capitán … Ollie Simmons | - Primer chambelán … William Cumberbatch - Segundo chambelán … Benny Tattnall - Primer asistente de la corte … Chauncey Worrell - Segundo asistente de la corte … George Thomas - Primer botones … Sarah Turner - Segundo botones … Beryle Banfield - Lady Macduff … Marie Young - Lady Macbeth … Edna Thomas - La duquesa … Alma Dickson - La nodriza … Virginia Girvin - Joven Macduff … Bertram Holmes - Hija de Macduff … Wanda Macy - Fleance … Carl Crawford - Hecate … Eric Burroughs - Primera bruja … Wilhelmina Williams - Segunda bruja … Josephine Williams - Tercera bruja … Zola King - Hechicero … Abdul |

- Damas de la corte: Helen Carter, Carolyn Crosby, Eveyln Davis, Ethel Drayton, Helen Brown, Aurelia Lawson, Margaret Howard, Olive Wannamake, Evelyn Skipworth, Aslean Lynch[28] : 4
- Caballeros de la corte: Herbert Glynn, José Miralda, Jimmy Wright, Otis Morse, Merritt Smith, Walter Brogsdale, Harry George Grant
- Soldados: Benny Tattnall, Herman Patton, Ernest Brown, Ivan Lewis, Richard Ming, George Spelvin, Albert Patrick, Chauncey Worrell, Albert McCoy, William Clayton Jr., Allen Williams, William Cumberbatch, Henry J. Williams, Amos Laing, Louis Gilbert, Theodore Howard, Leonardo Barros, Ollie Simmons, Ernest Brown, Merritt Smith, Harry George Grant, Herbert Glynn, Jimmy Wright, George Thomas, Clifford Davis, Frederick Gibson,[28] : 5 Emanuel Middleton, Thomas Dixon[30]
- Mujeres brujas: Juanita Baker, Beryle Banfield, Sybil Moore, Nancy Hunt, Jacqueline Ghant Martin, Fannie Suber, Ethel Millner, Dorothy Jones,[28] : 5 Mildred Taylor, Hilda French,[30] rosetta lenoire[cita requerida]
- Hombres brujos: Archie Savage, Charles Hill, Leonardo Barros, Howard Taylor, Amos Laing, Allen Williams, Ollie Simmons, Theodore Howard
- Lisiados: Clyde Gooden, Clarence Potter, Milton Lacey, Hudson Prince, Theodore Howard,[28] : 5  Cecil McNair[30]
- Mujeres vudú: Lena Halsey, Jean Cutler, Effie McDowell, Irene Ellington, Marguerite Perry, Essie Frierson, Ella Emanuel, Ethel Drayton, Evelyn Davis
- Hombres vudú: Ernest Brown, Howard Taylor, Henry J. Williams, Louis Gilbert, William Clayton Jr., Albert McCoy, Merritt Smith, Richard Ming,[28] : 5 Halle Howard[30]
- Bateristas: James Cabon, James Martha, Jay Daniel,[28] : 5 Moisés Myers, McLean Hughes[30]

## Recepción
Antes de que se estrenara la obra, los comunistas de Harlem intentaron agitar a la comunidad contra el proyecto, creyendo erróneamente que Welles había elegido actores negros para crear una versión cómica o burlesca de Shakespeare. El teatro fue piqueteado durante los ensayos. Un hombre intentó rasgarle la cara a Welles con una navaja, pero Canada Lee, un ex boxeador, lo detuvo.
Según Welles, la ira fue reemplazada repentinamente "sin motivo alguno" por la emoción y el orgullo generalizados en la comunidad a medida que se acercaba la noche del estreno. El "Voodoo Macbeth " desafió todas las expectativas, convirtiéndose en una sensación de taquilla. La Séptima Avenida tuvo que ser cerrada a lo largo de 10 cuadras a cada lado del teatro la noche del estreno.
A la mayoría de los críticos, incluidos los del New York Times y el New York Daily News, les encantó la producción y elogiaron su energía y emoción. Sin embargo, Carter fue criticado por la mala reproducción de los versos y por parecer más interesado en mostrar su físico que en actuar. Un crítico, Percy Hammond del Herald Tribune, fue negativo sobre todo el elenco, acusando a los actores de ser inaudibles y tímidos. En respuesta, uno de los bateristas africanos creó un muñeco vudú de Hammond, le clavó alfileres y alentó a Welles a asumir la responsabilidad de cualquier tormento que Hammond sufriera como resultado. Welles dice que encontró esto divertido, hasta que Hammond murió poco después.

## Galería

### Noche del estreno

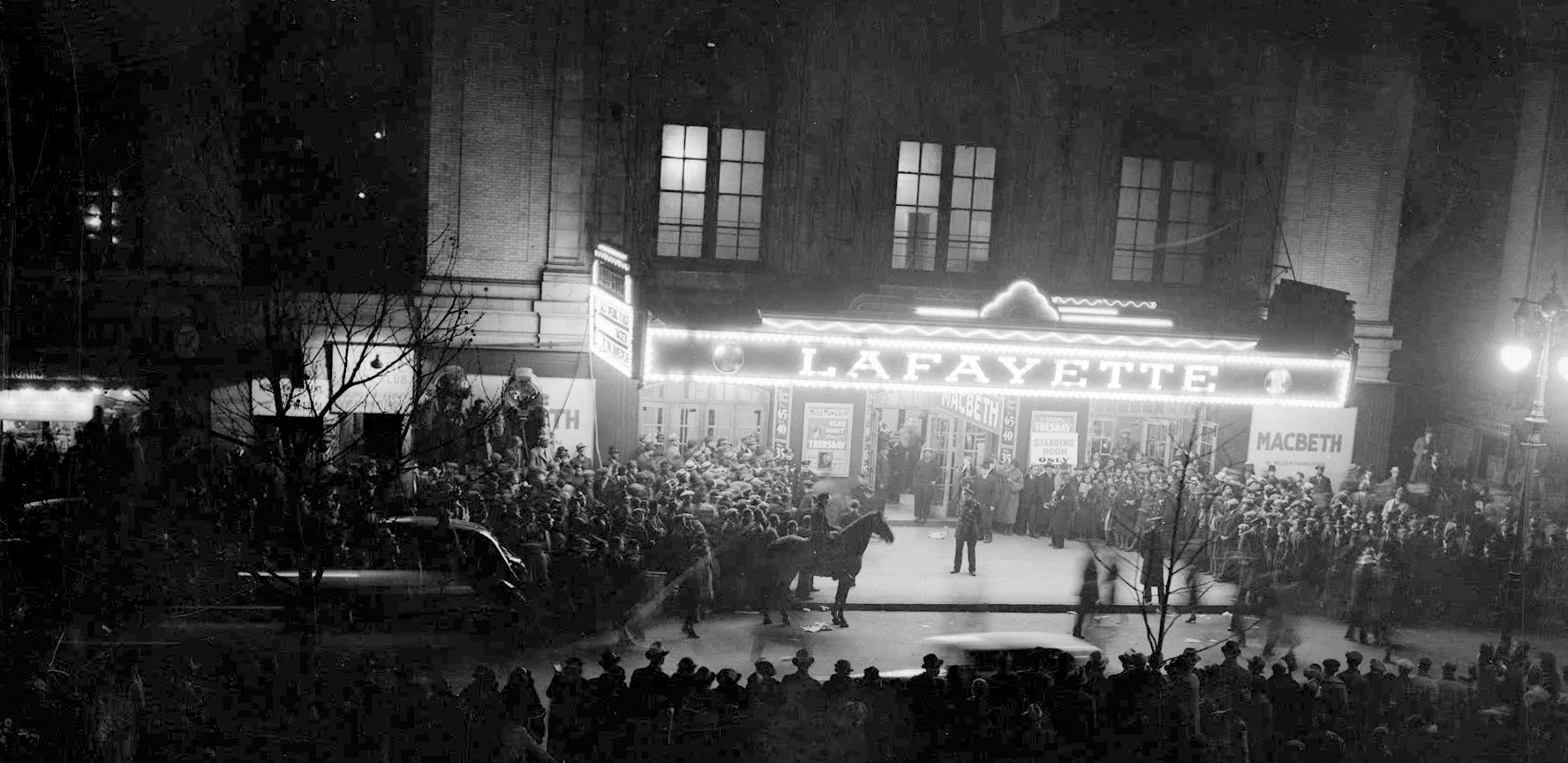
Noche de estreno en el Lafayette Theatre (April 14, 1936)
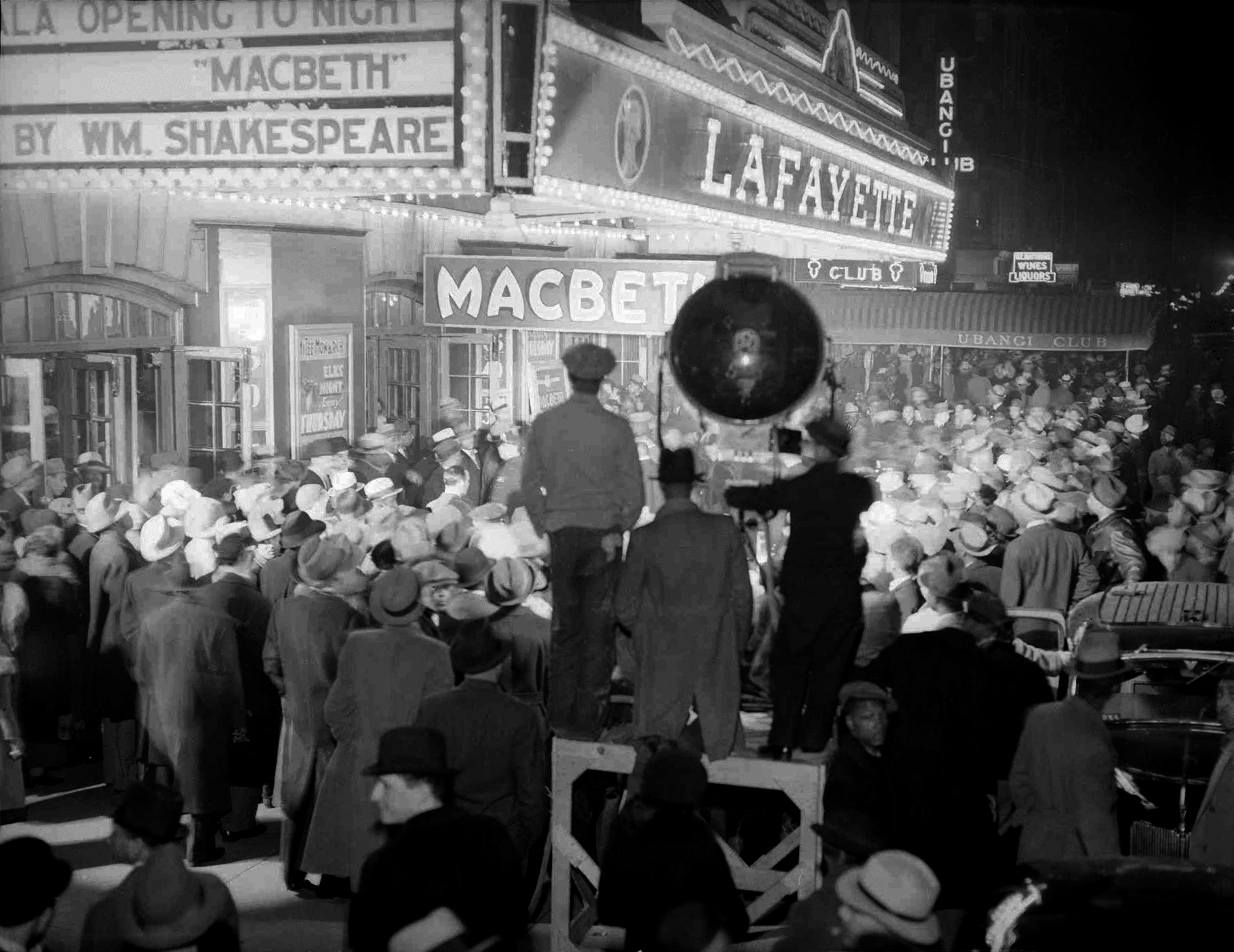
Noche de estreno
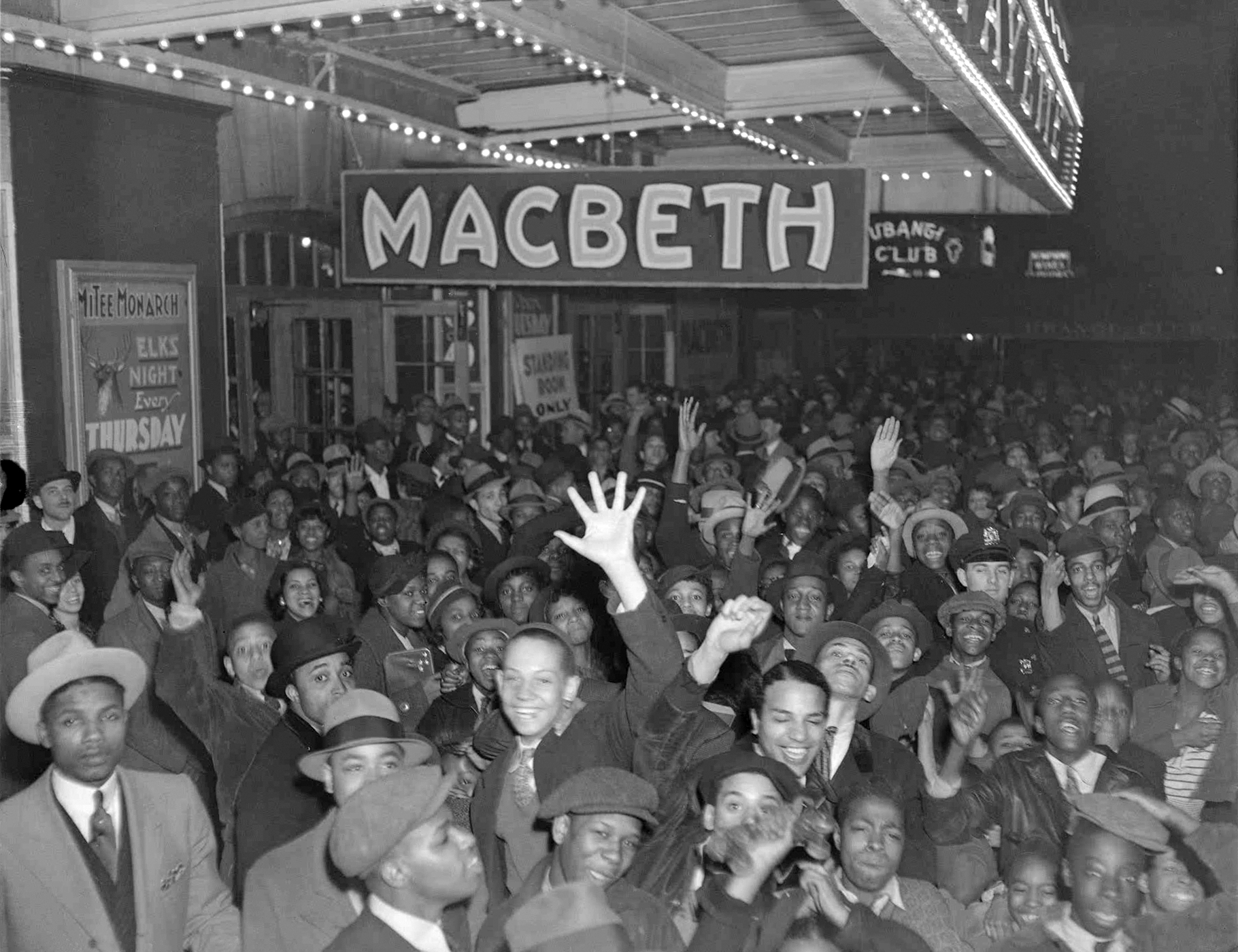
Noche de estreno
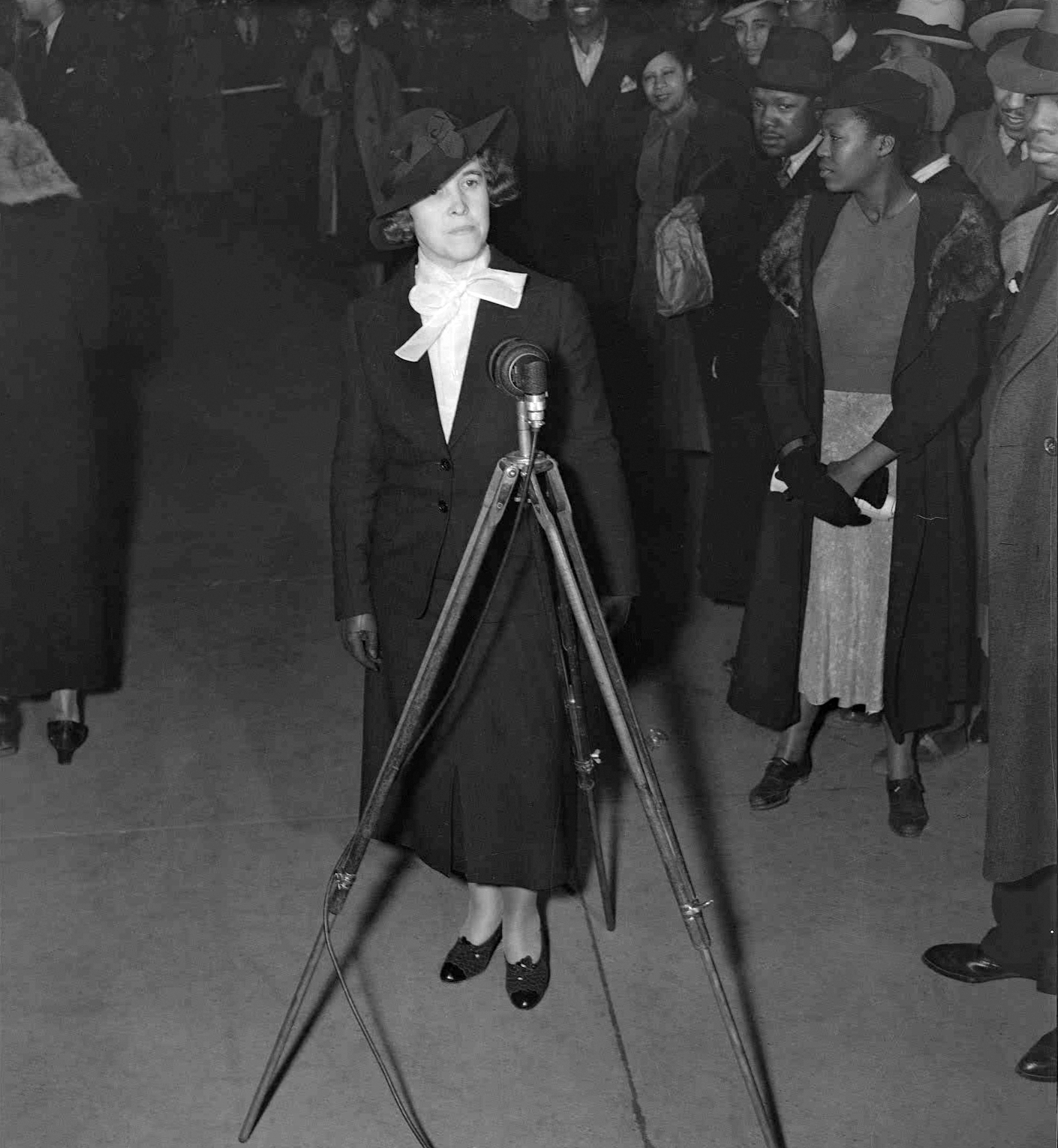
Hallie Flanagan, director nacional del Federal Theatre Project
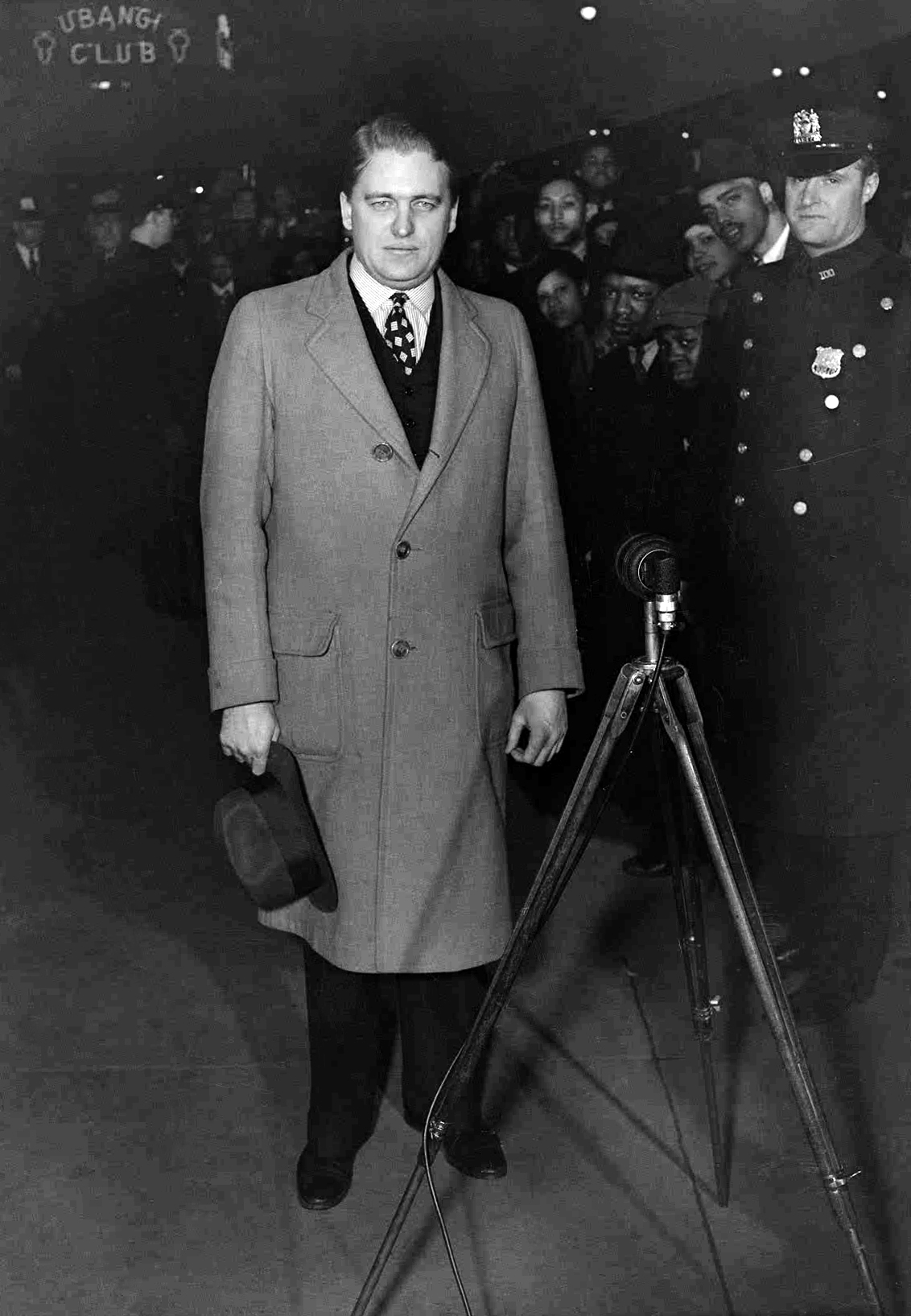
Philip W. Barber, FTP director de la New York City
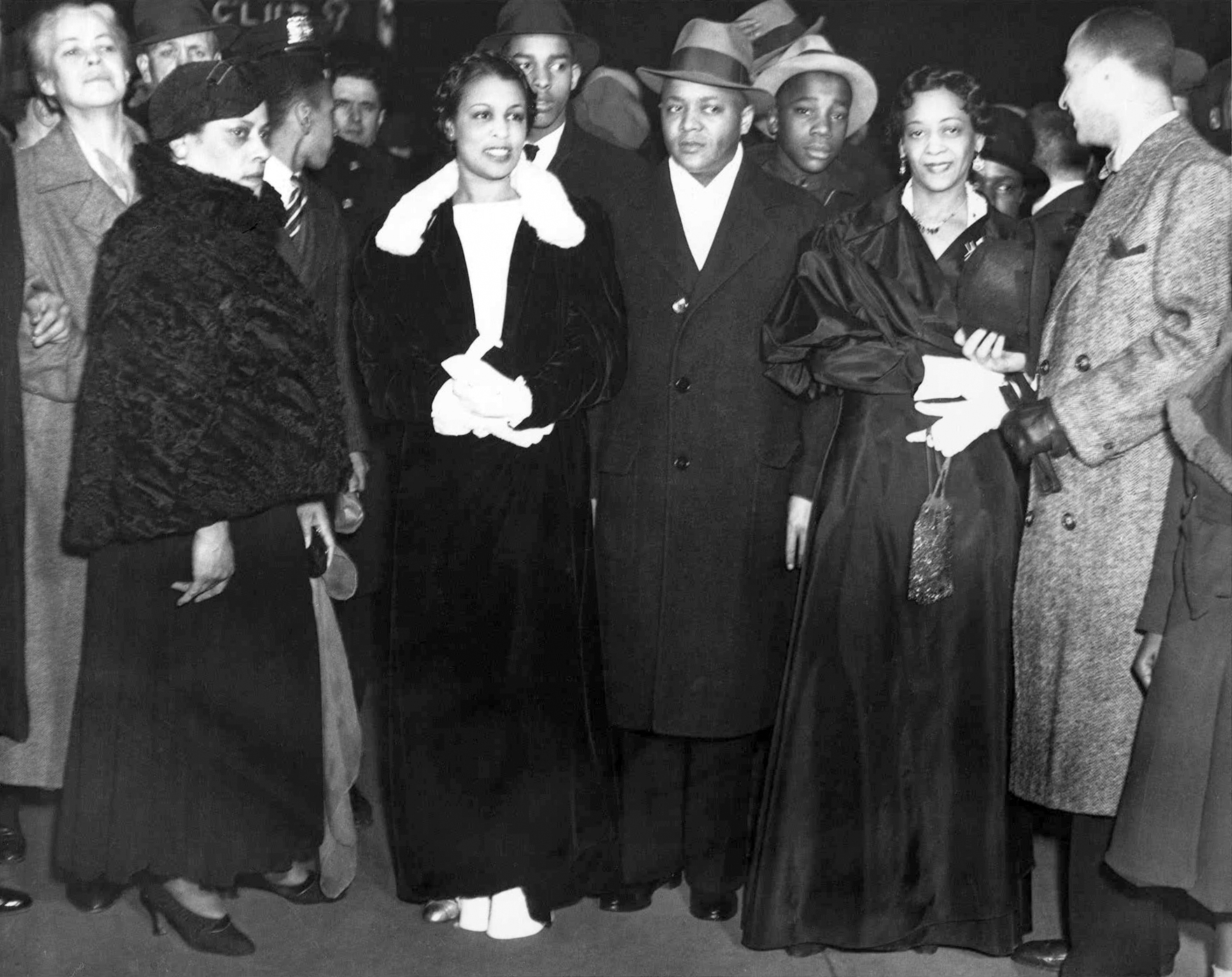
Rose McClendon, co-director de la Negro Theatre Unit, segundo desde la derecha
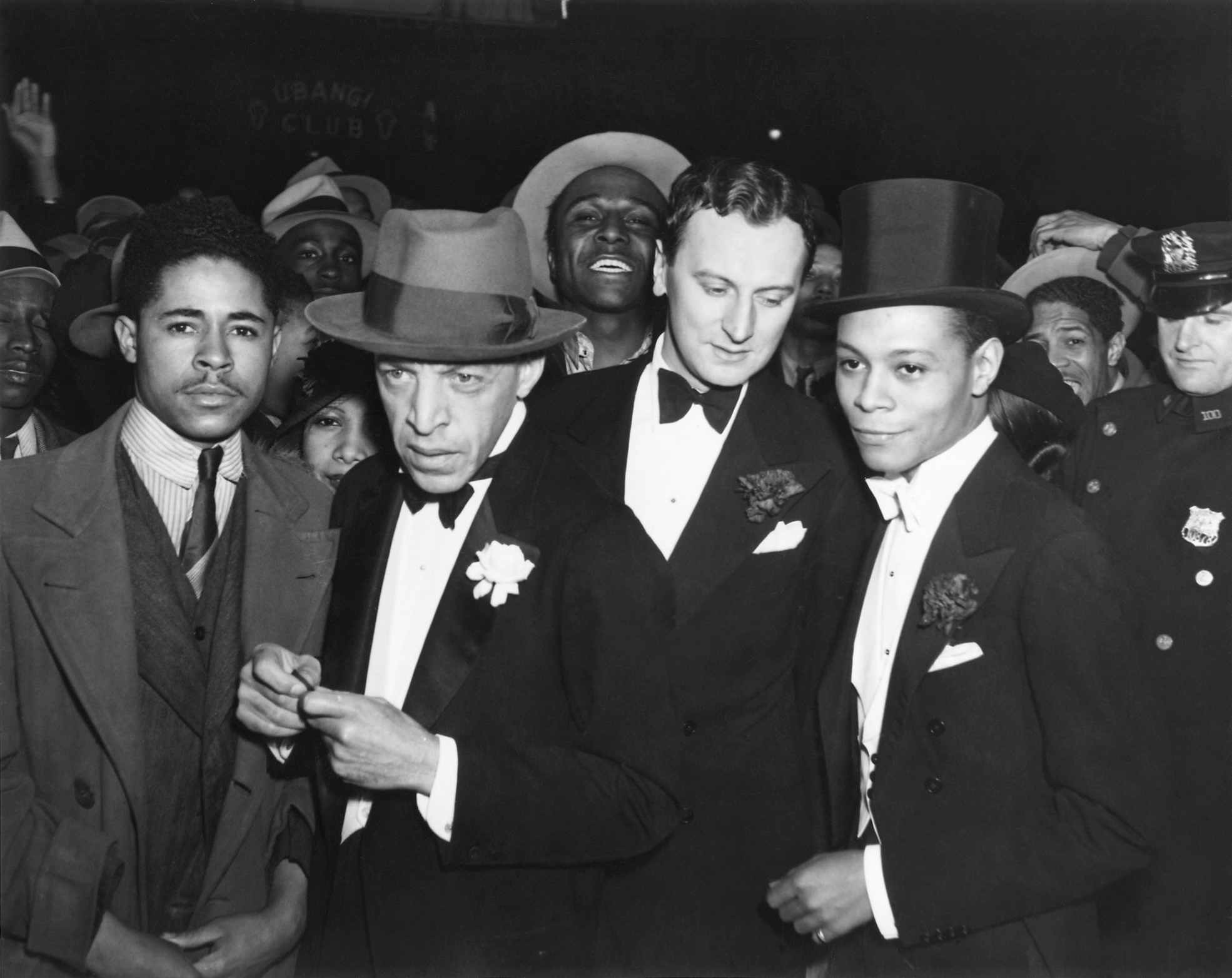
Lloyd Thomas, Kenneth Macpherson y Jimmie Daniels
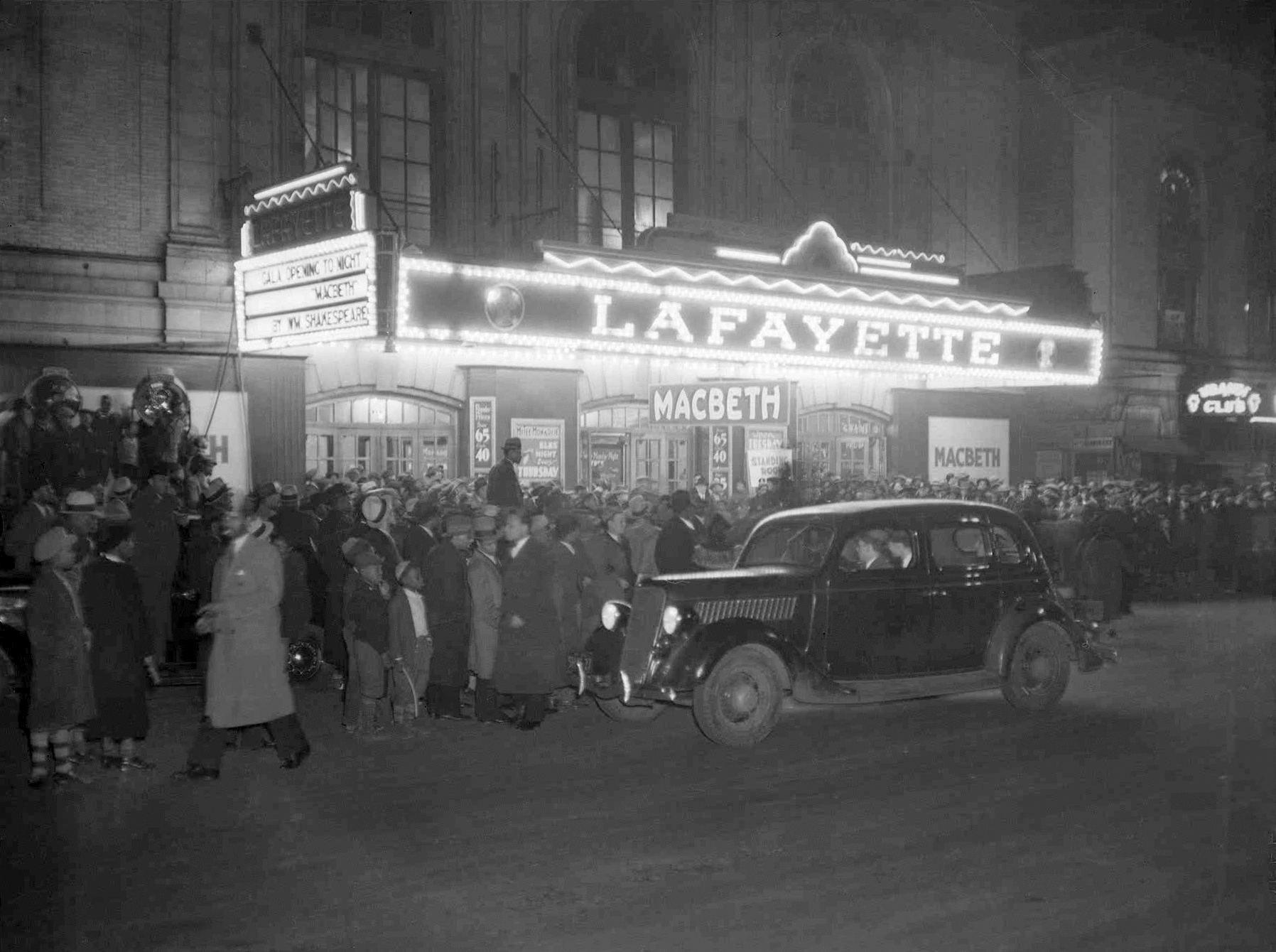
Noche de estreno
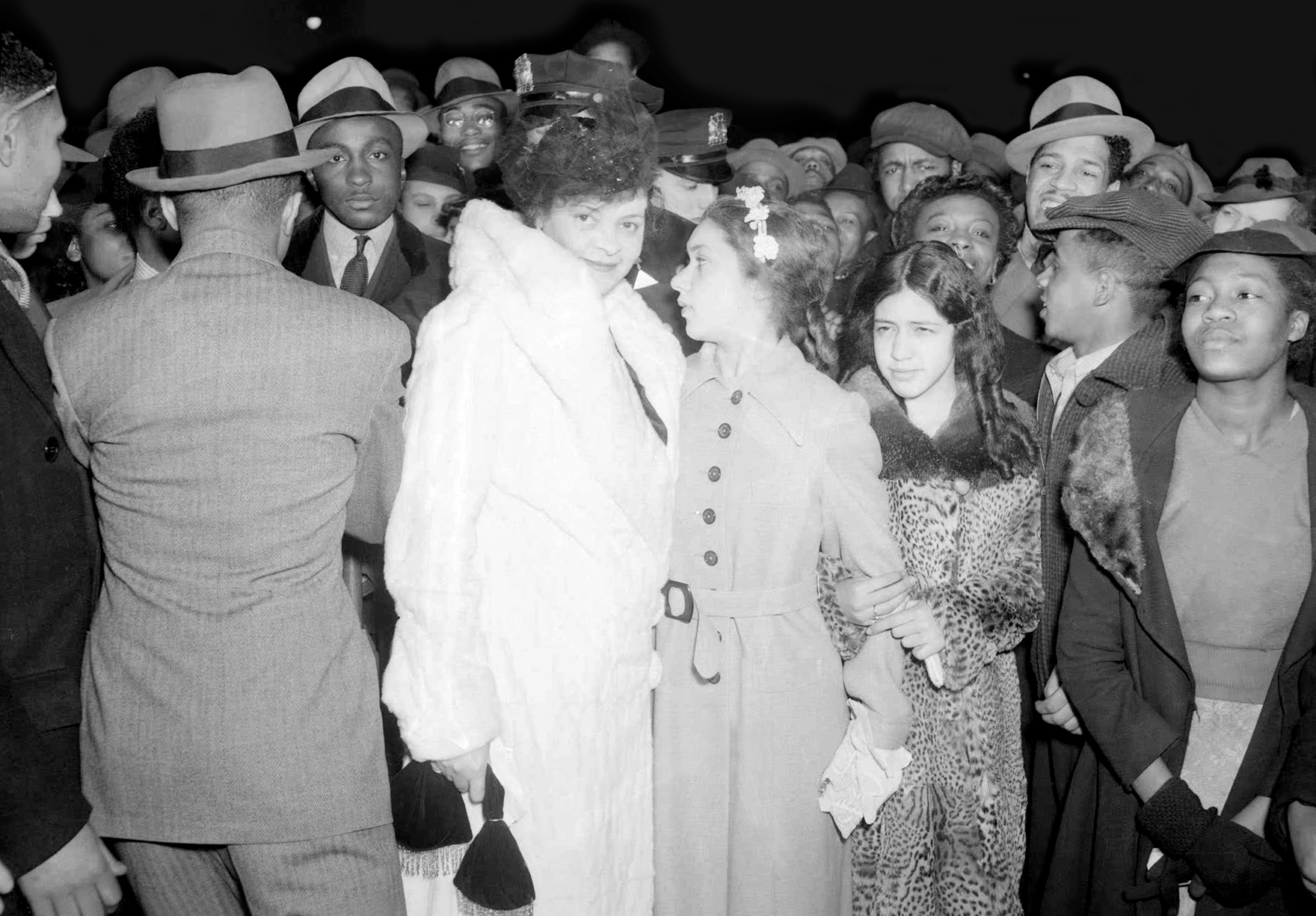
Noche de estreno
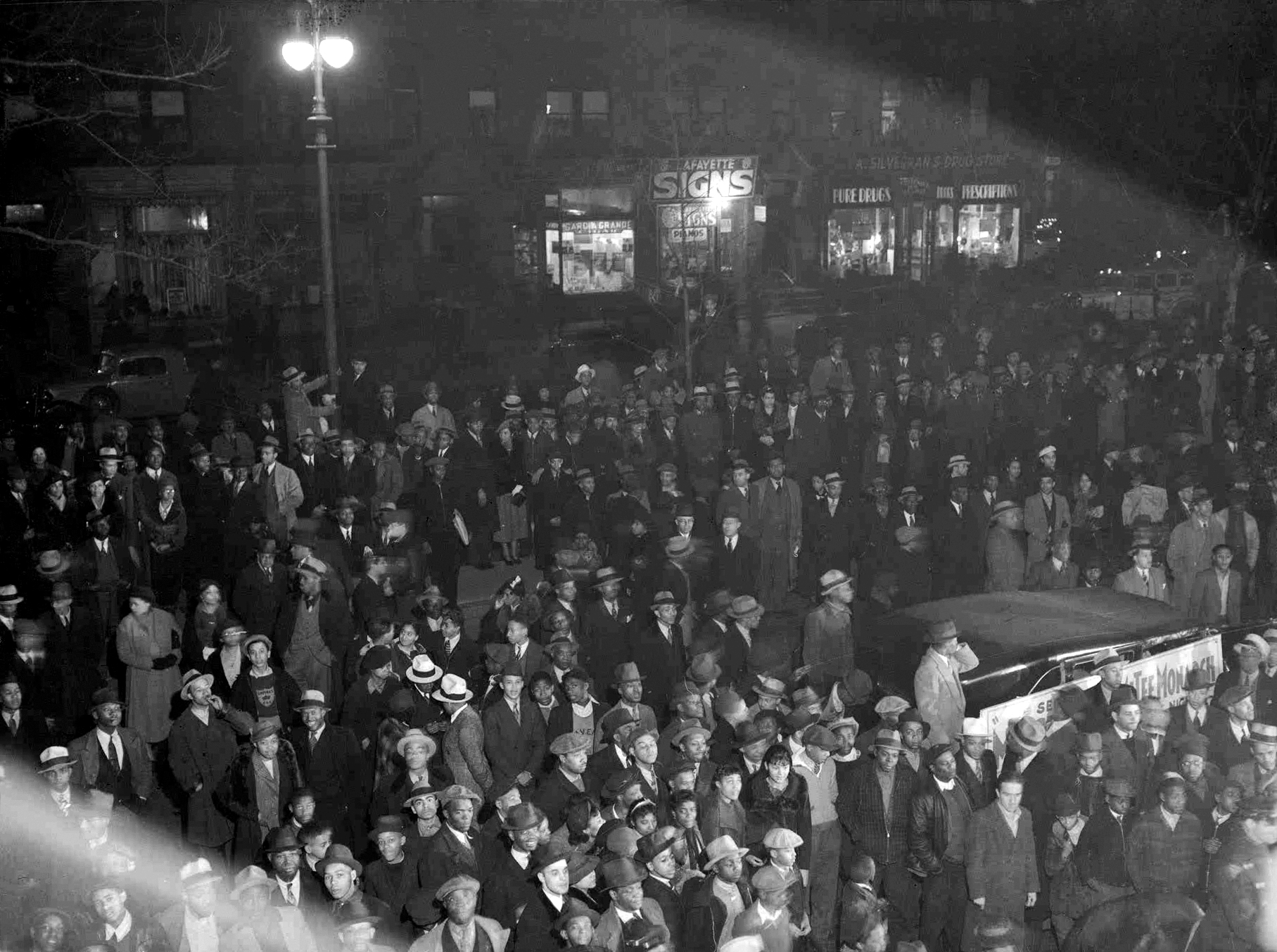
Noche de estreno
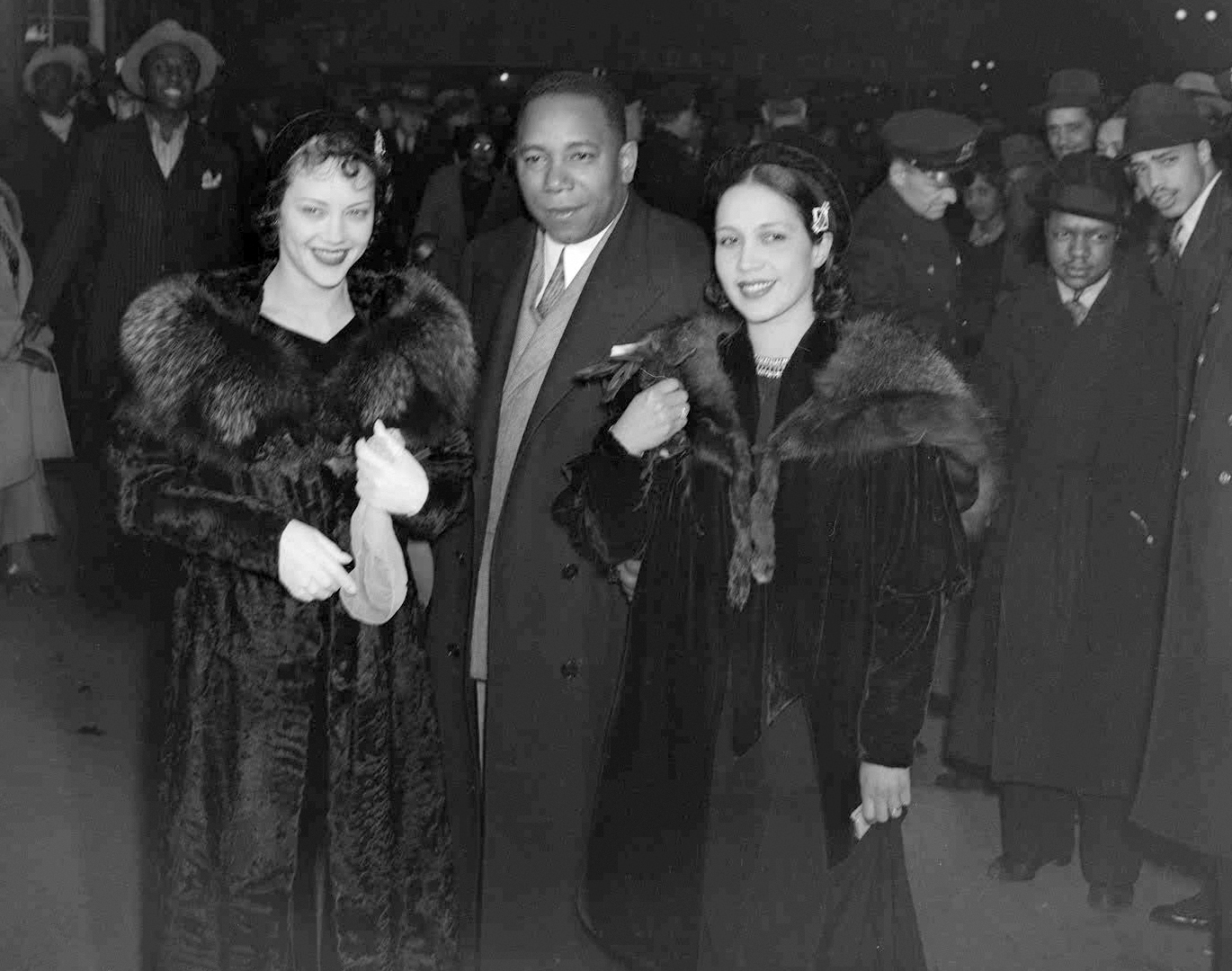
Noche de estreno, audiencia
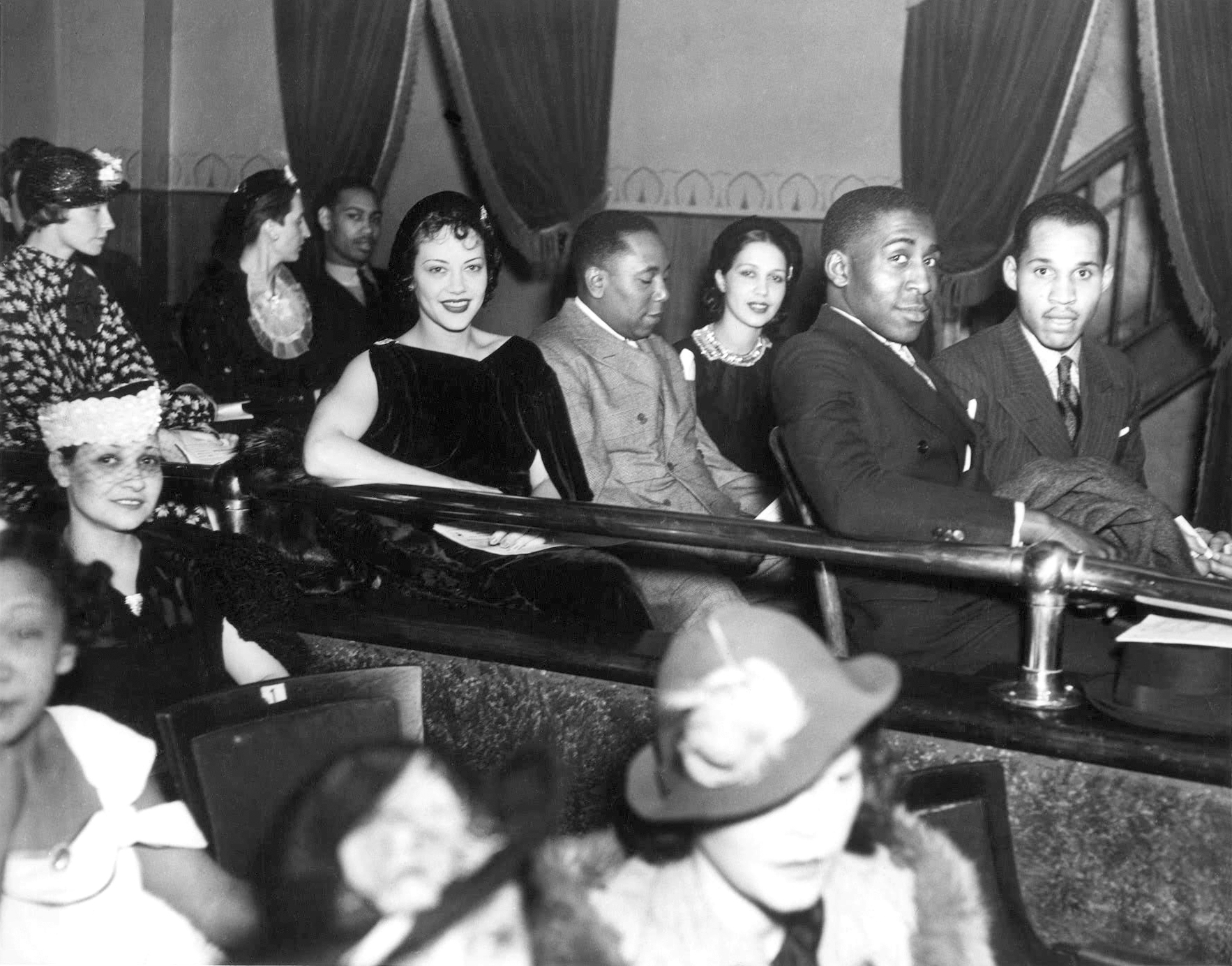
Noche de estreno, audiencia

### Imágenes de la obra

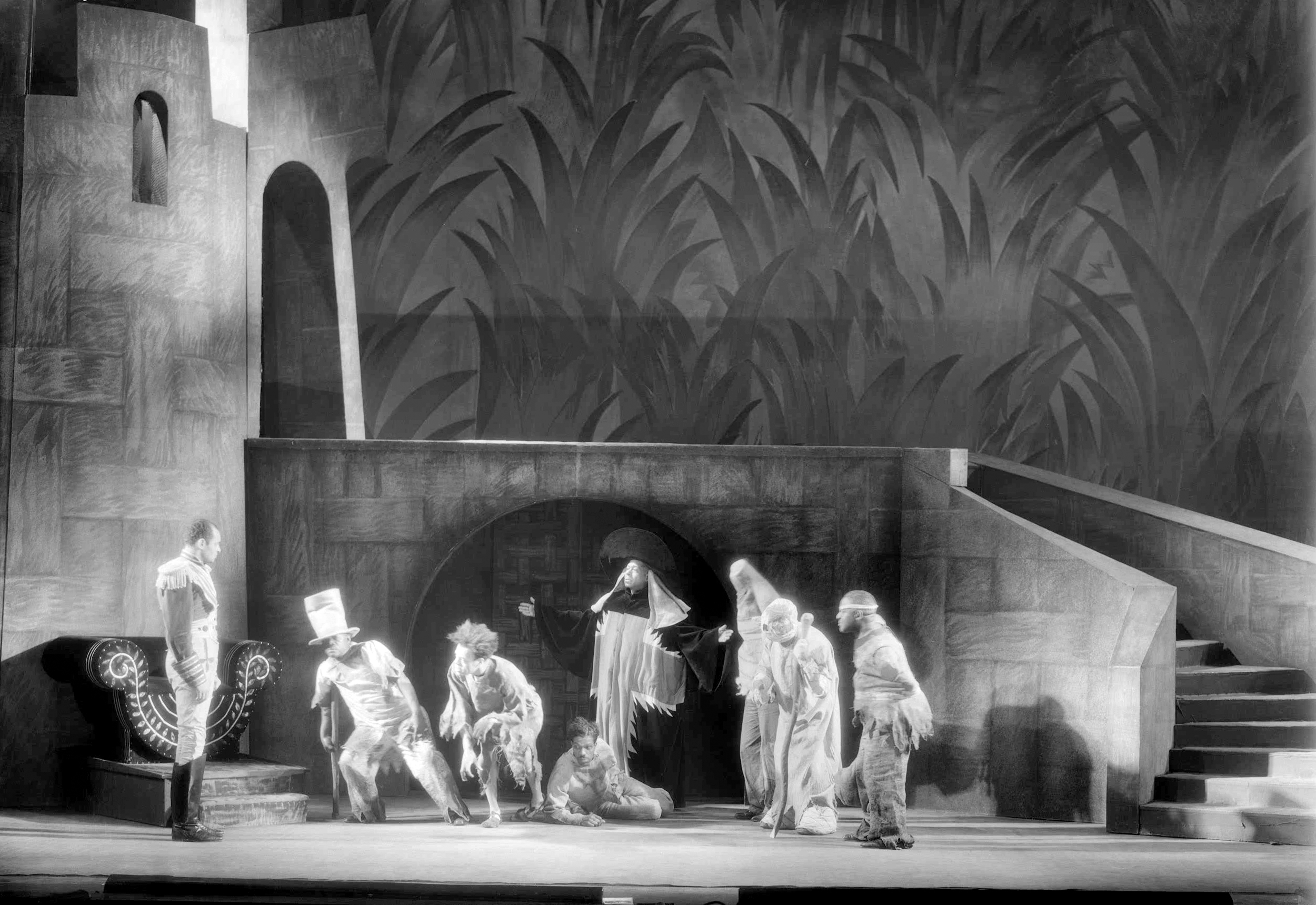
Macbeth con el Sacerdote y los lisiados buscando la bendición de Duncan
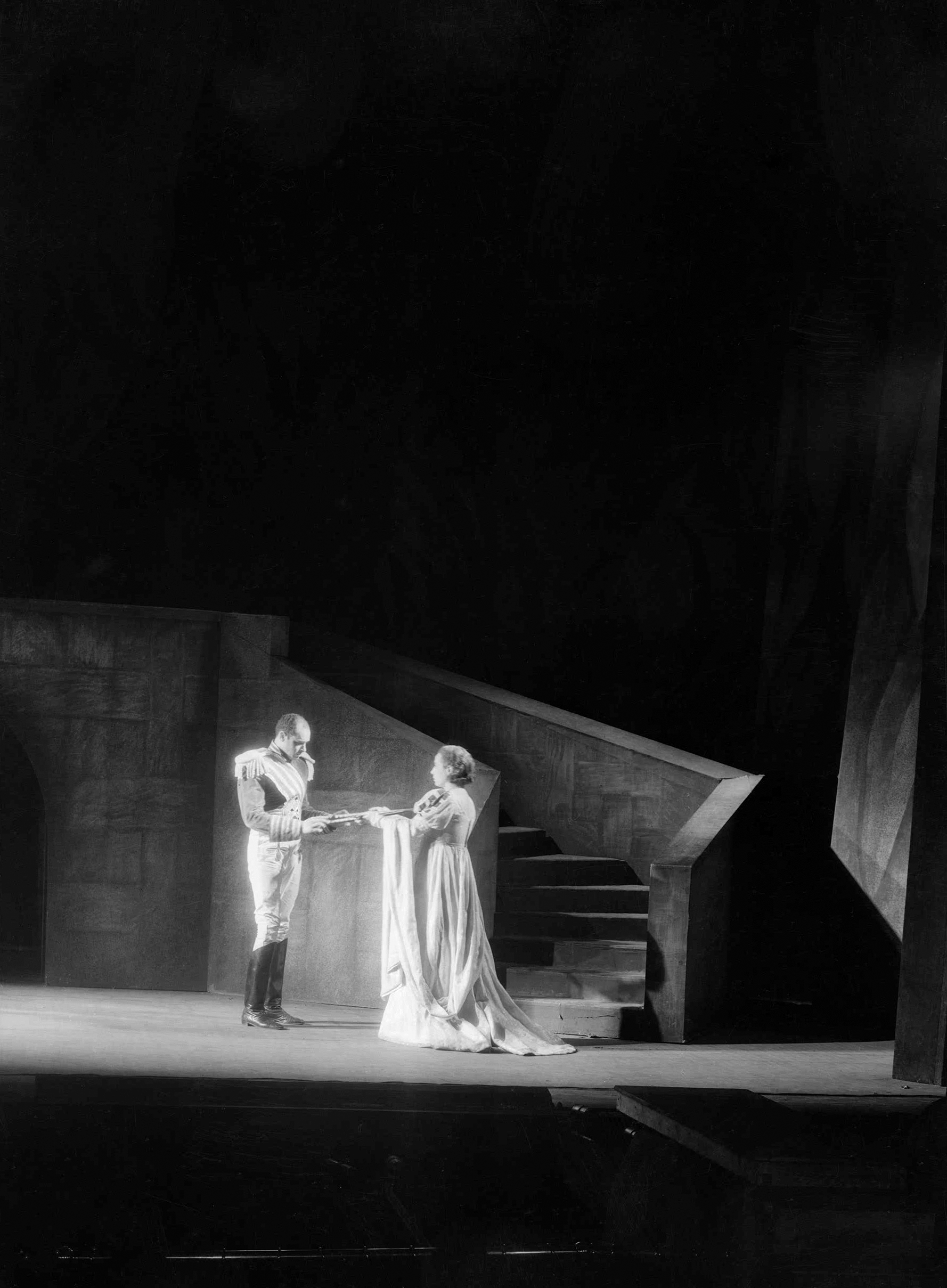
Macbeth y Lady Macbeth
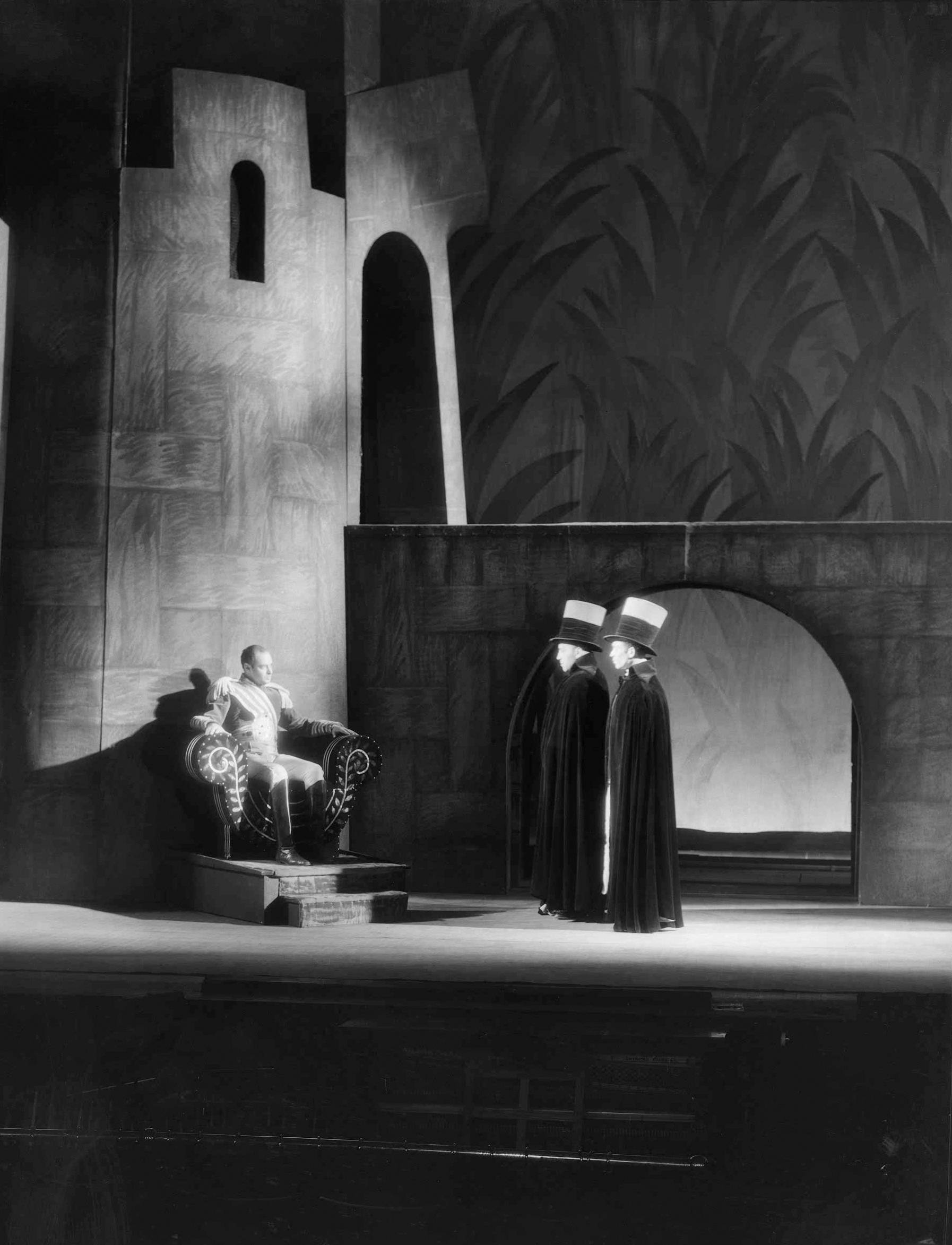
Asesinos con Macbeth
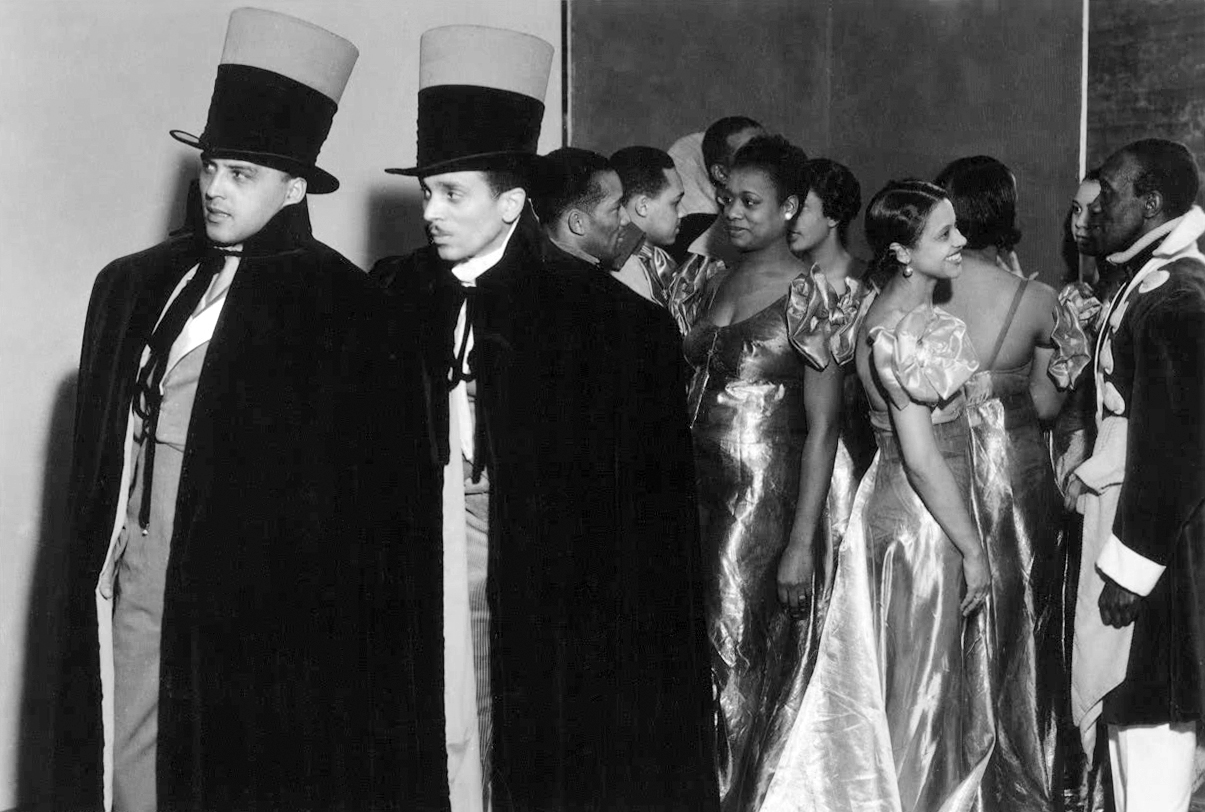
Asesinos en el baile de coronación de Macbeth
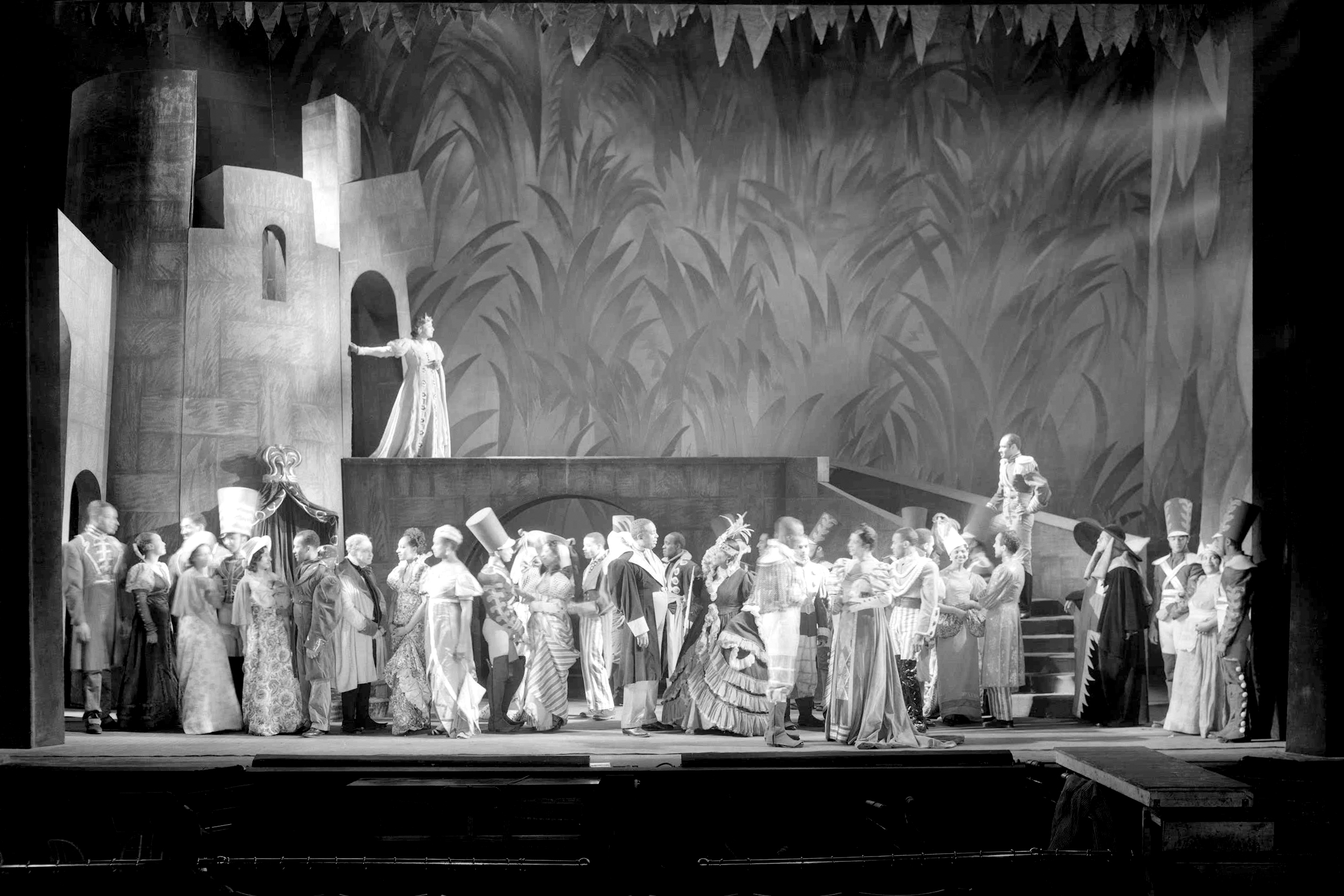
Lady Macbeth tranquiliza a los invitados del palacio
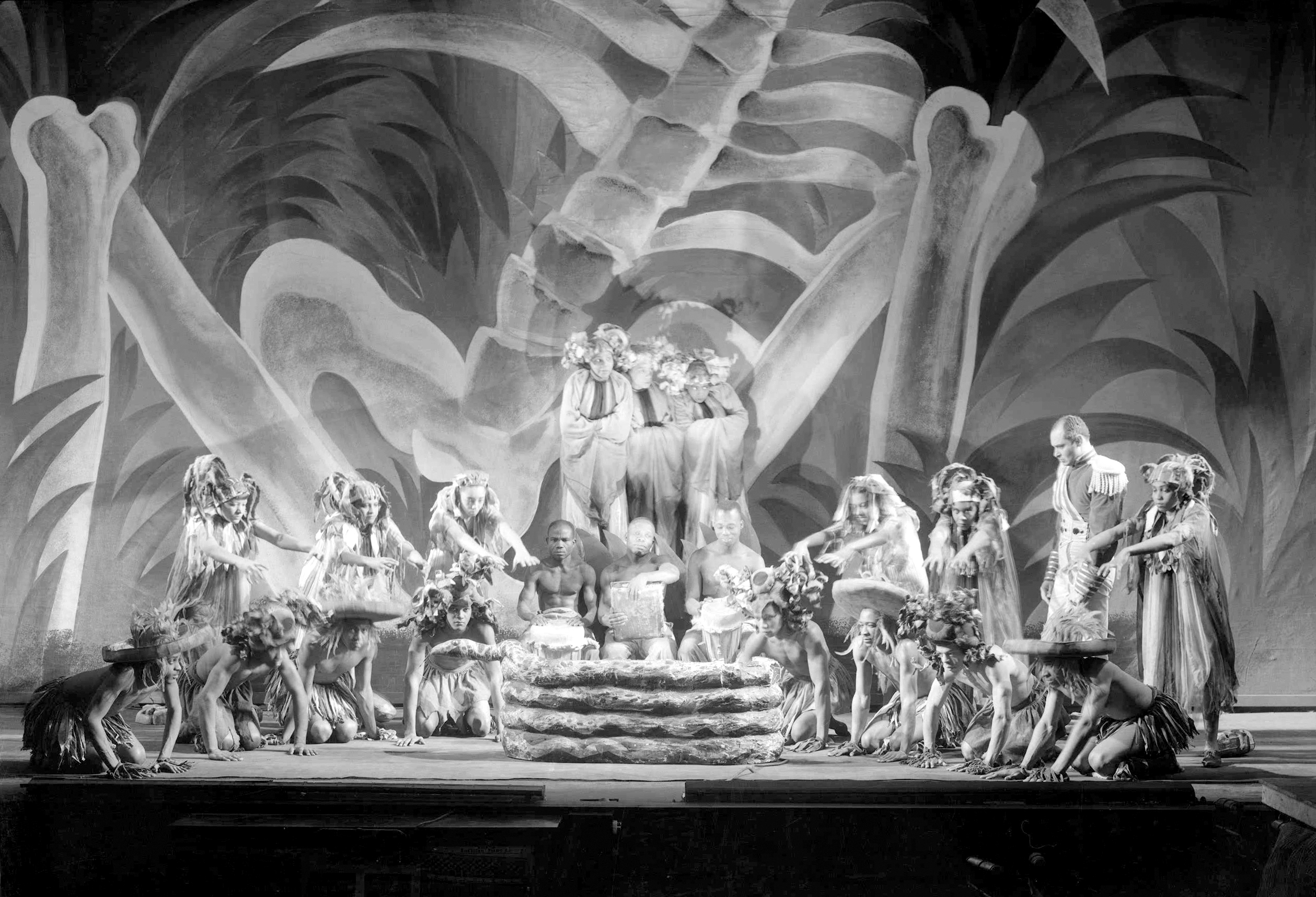
Macbeth con las Tres Brujas y celebrantes vudú
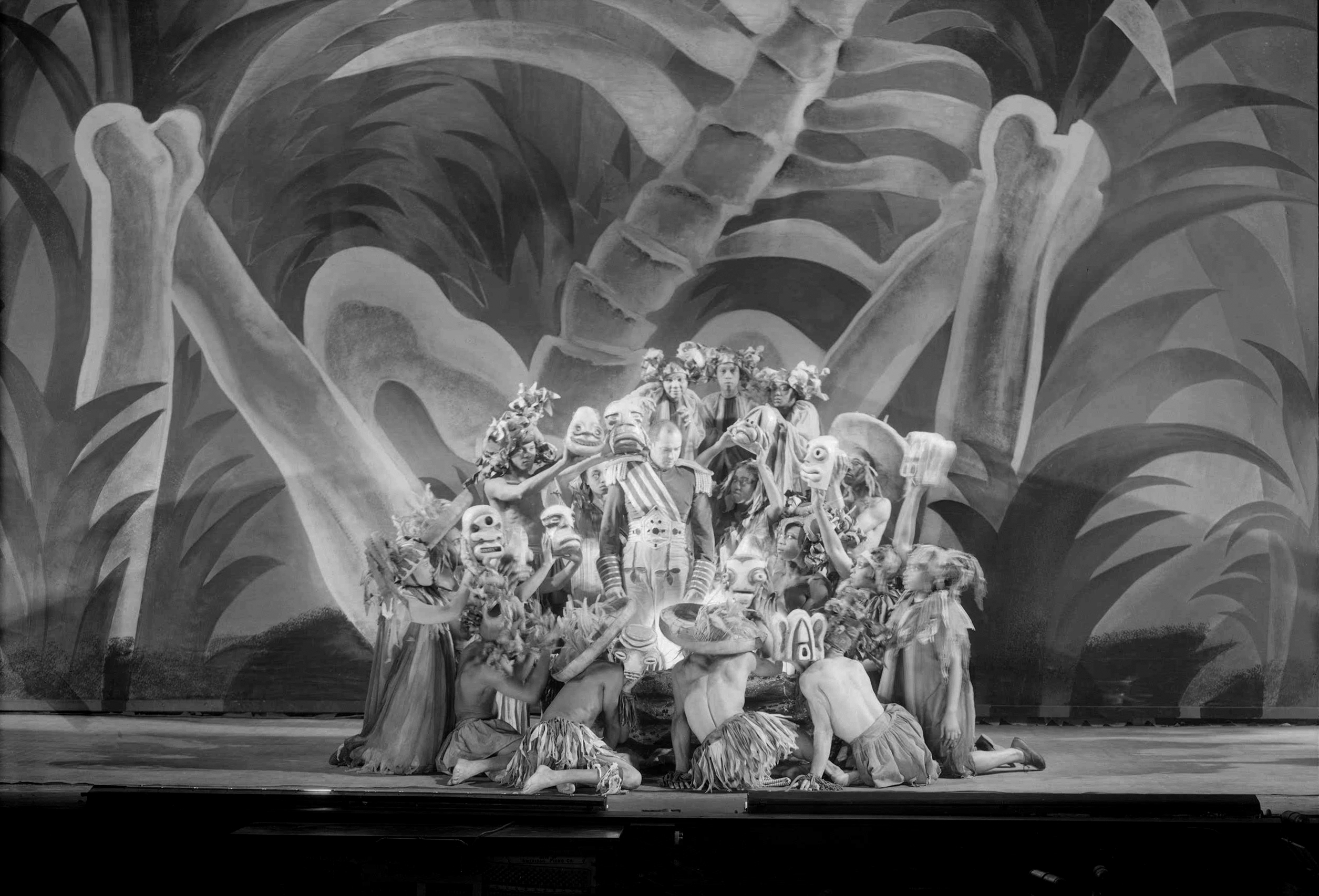
Macbeth
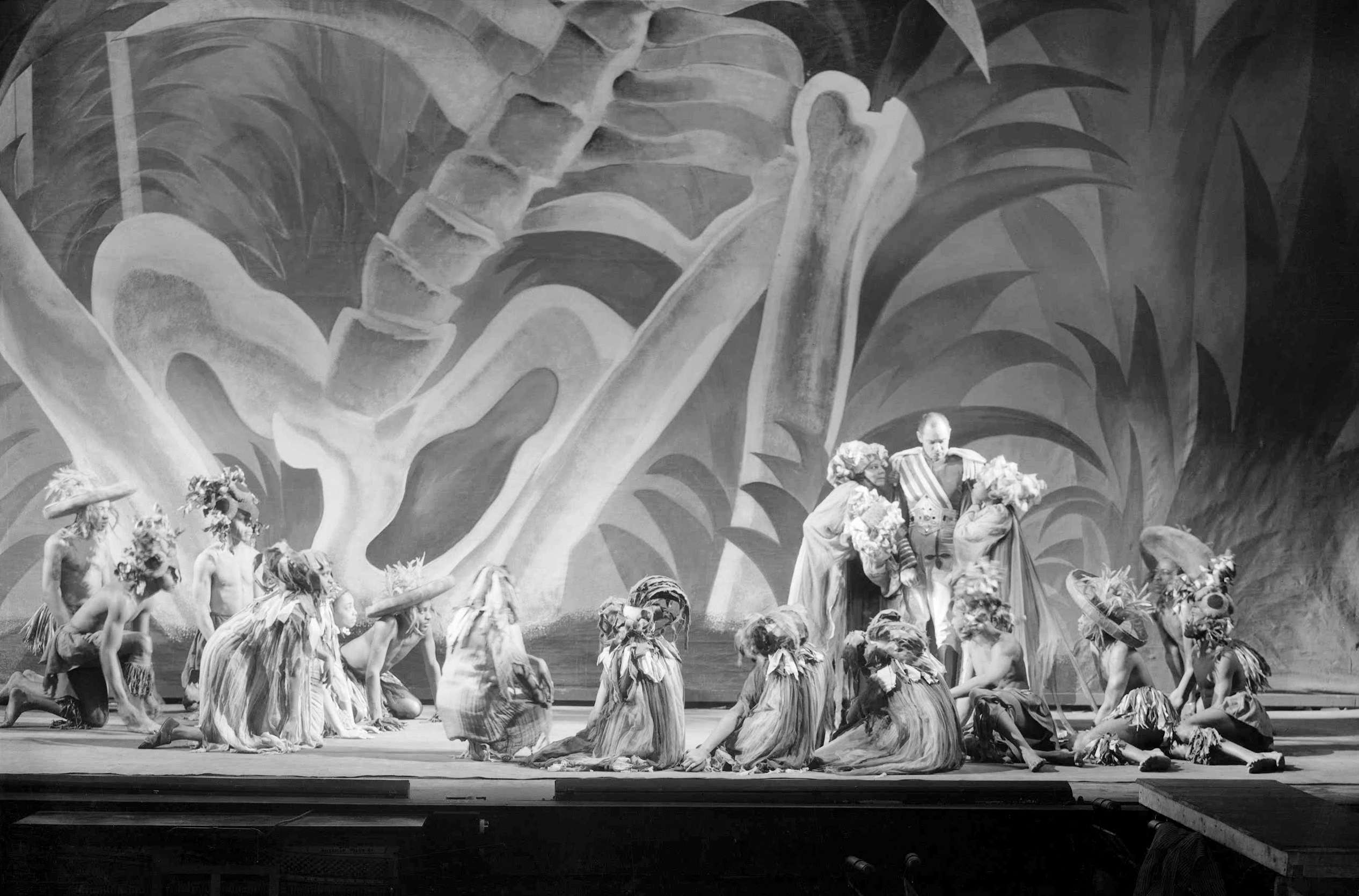
Macbeth
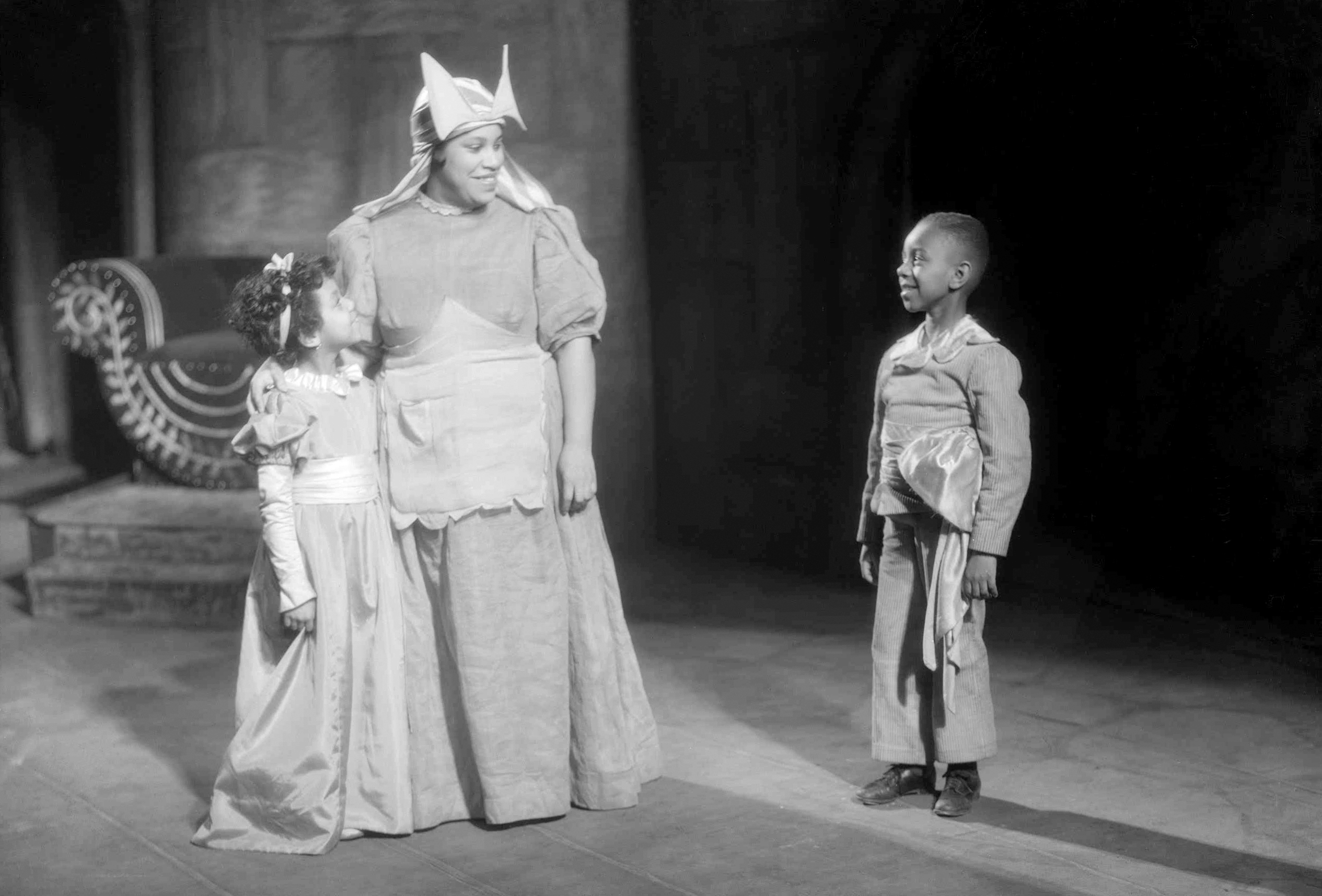
El hijo y la hija de Macduff con la enfermera
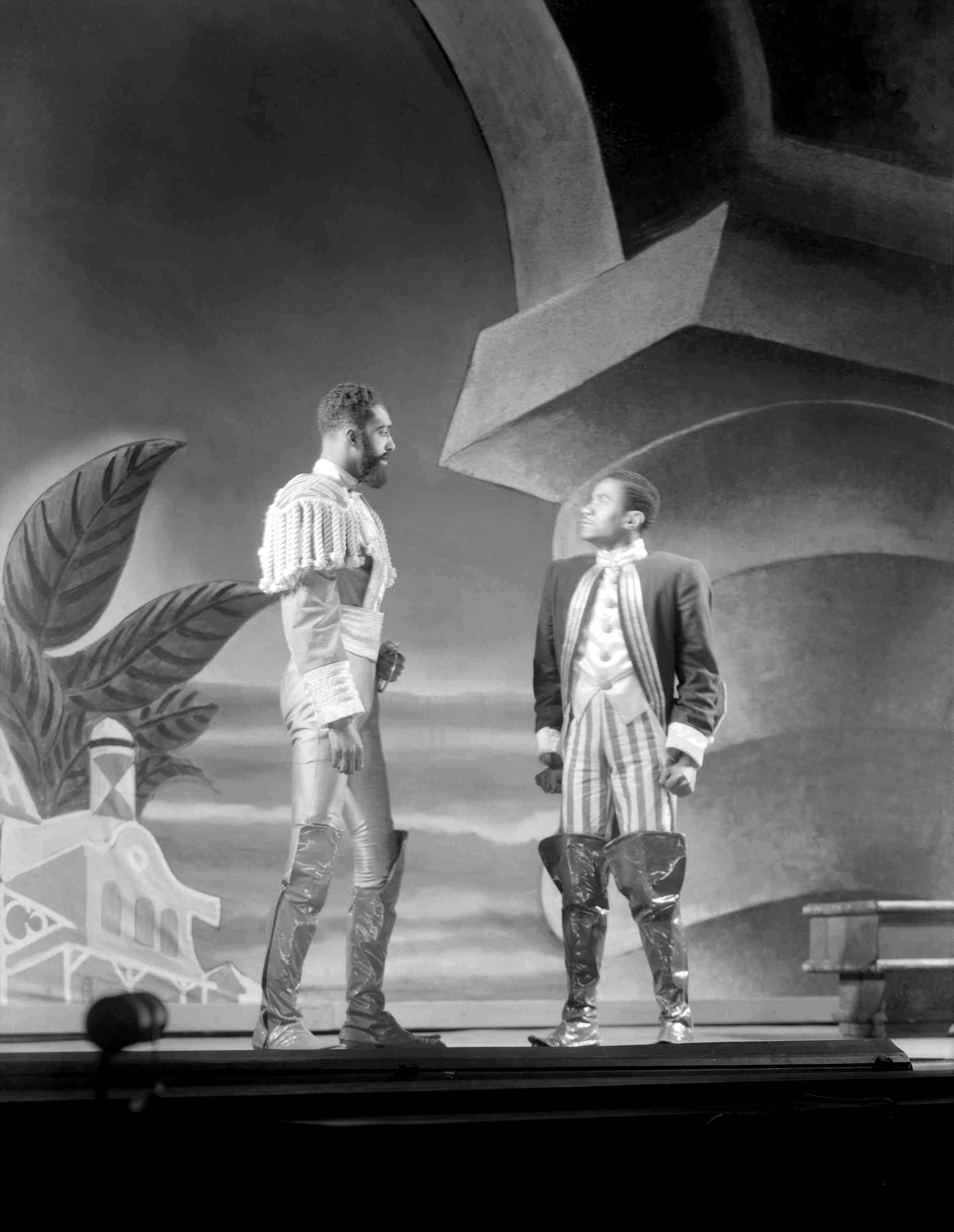
Macduff y Malcolm
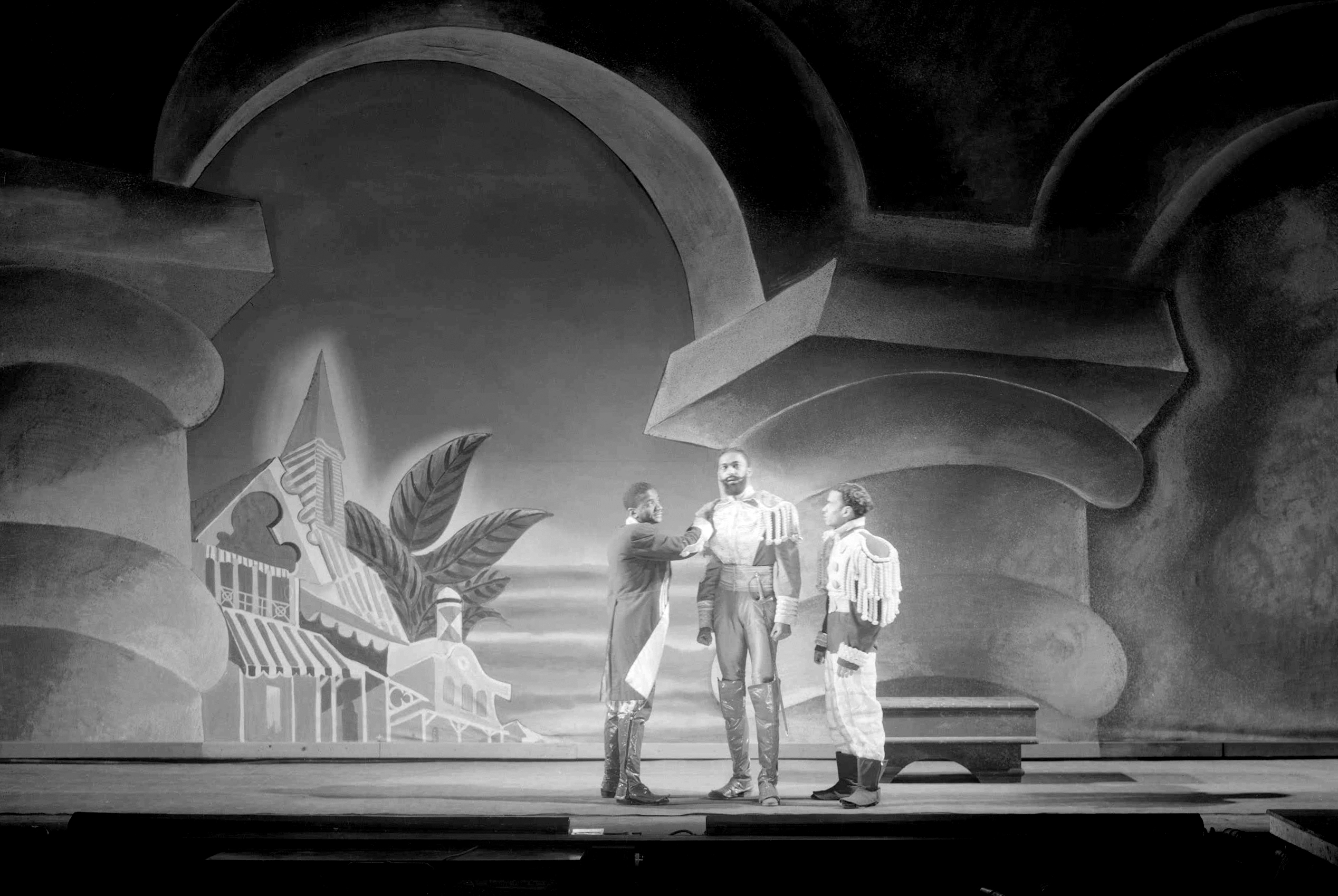
Macduff se entera del asesinato de su familia
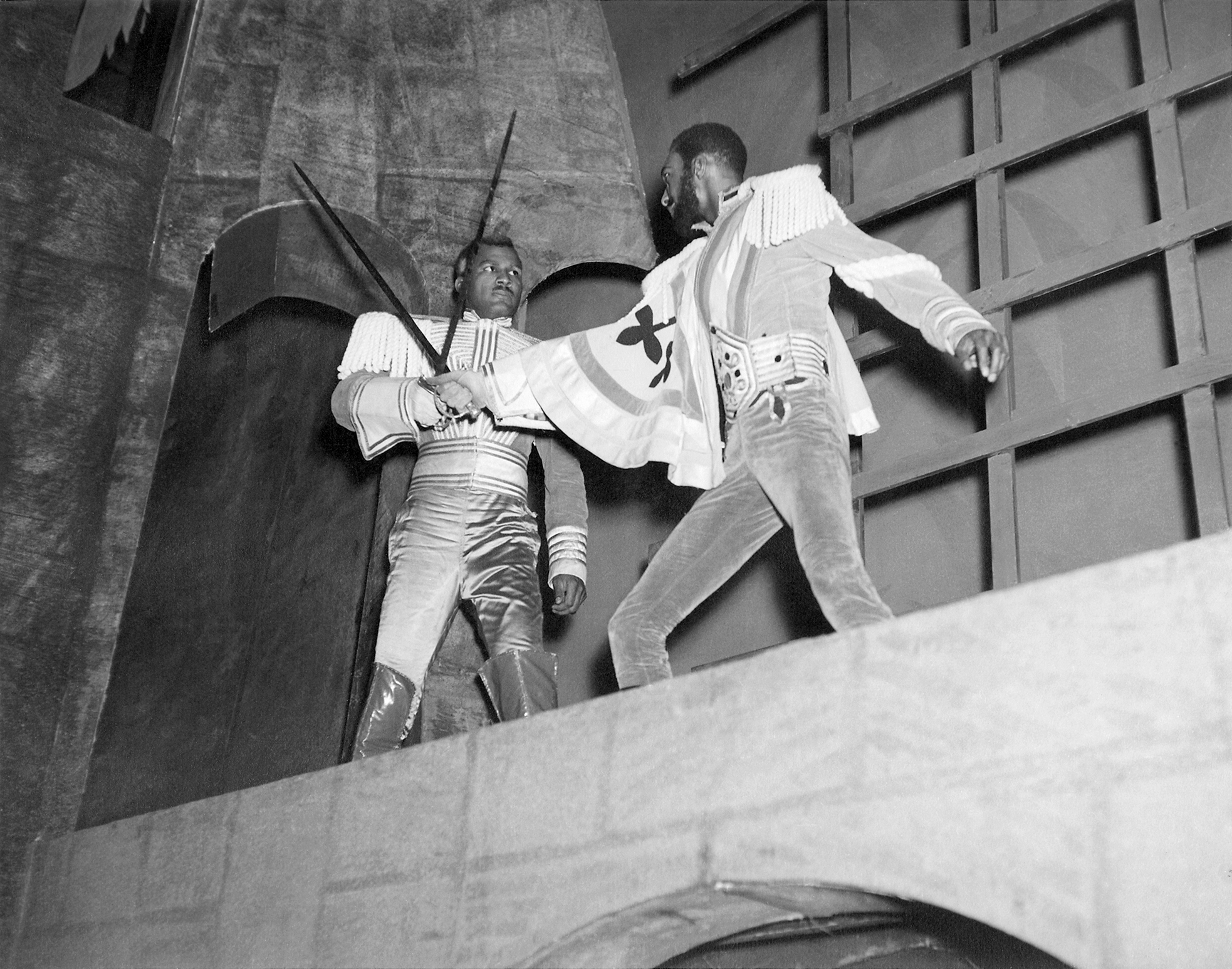
Macduff y Macbeth
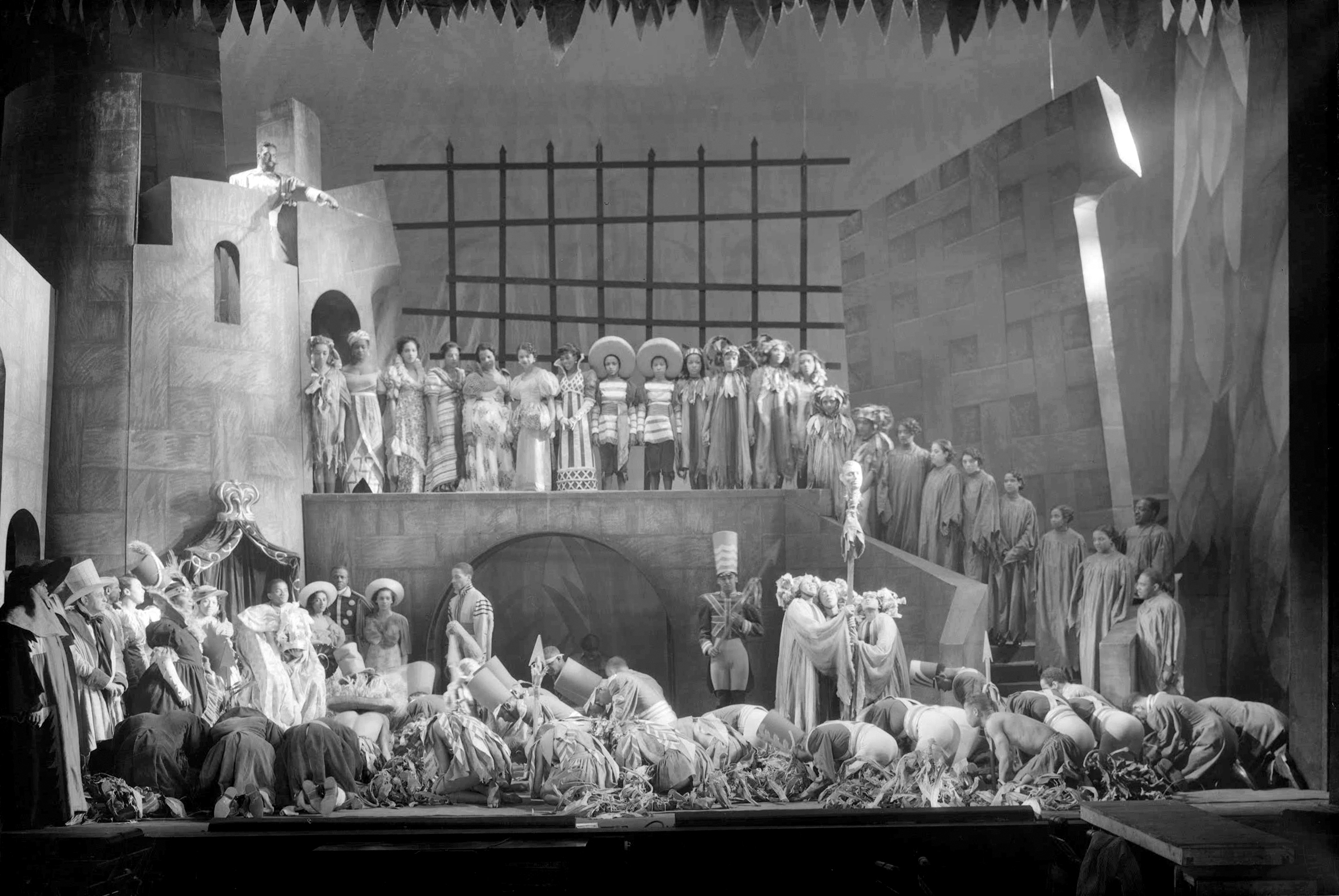
Macduff celebra la victoria sobre Macbeth

### Retratos del elenco

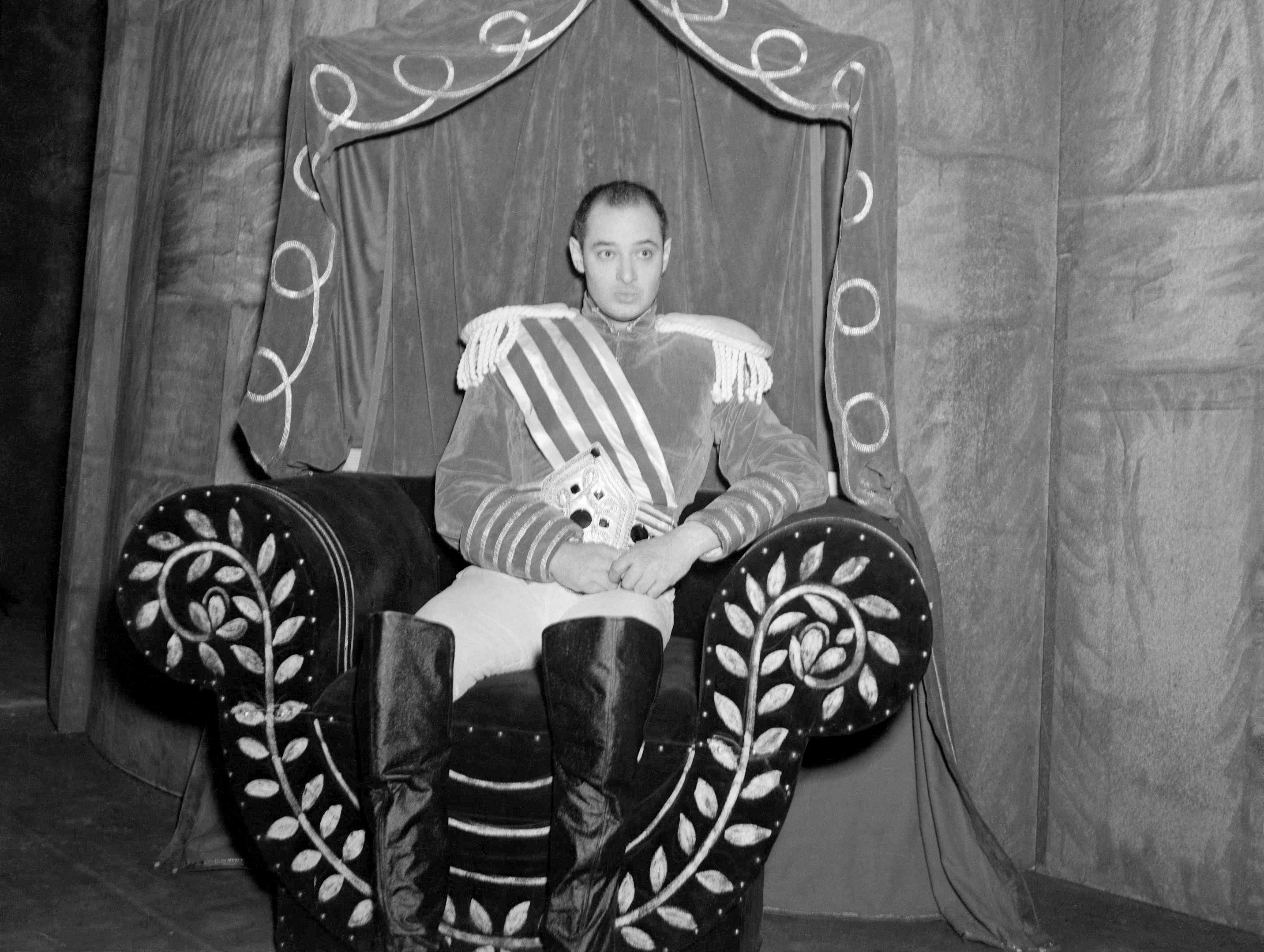
Jack Carter (Macbeth)
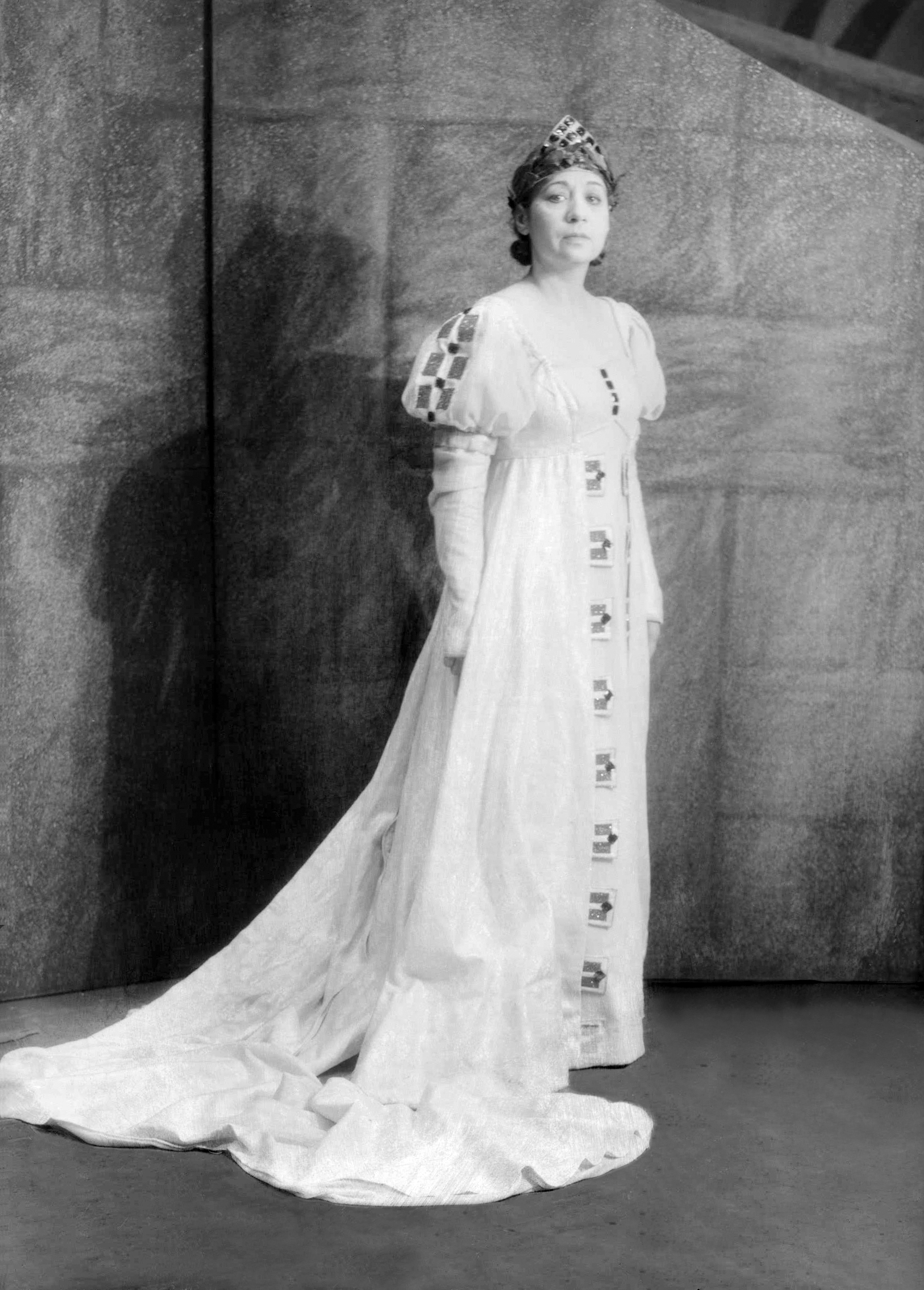
Edna Thomas (Lady Macbeth)
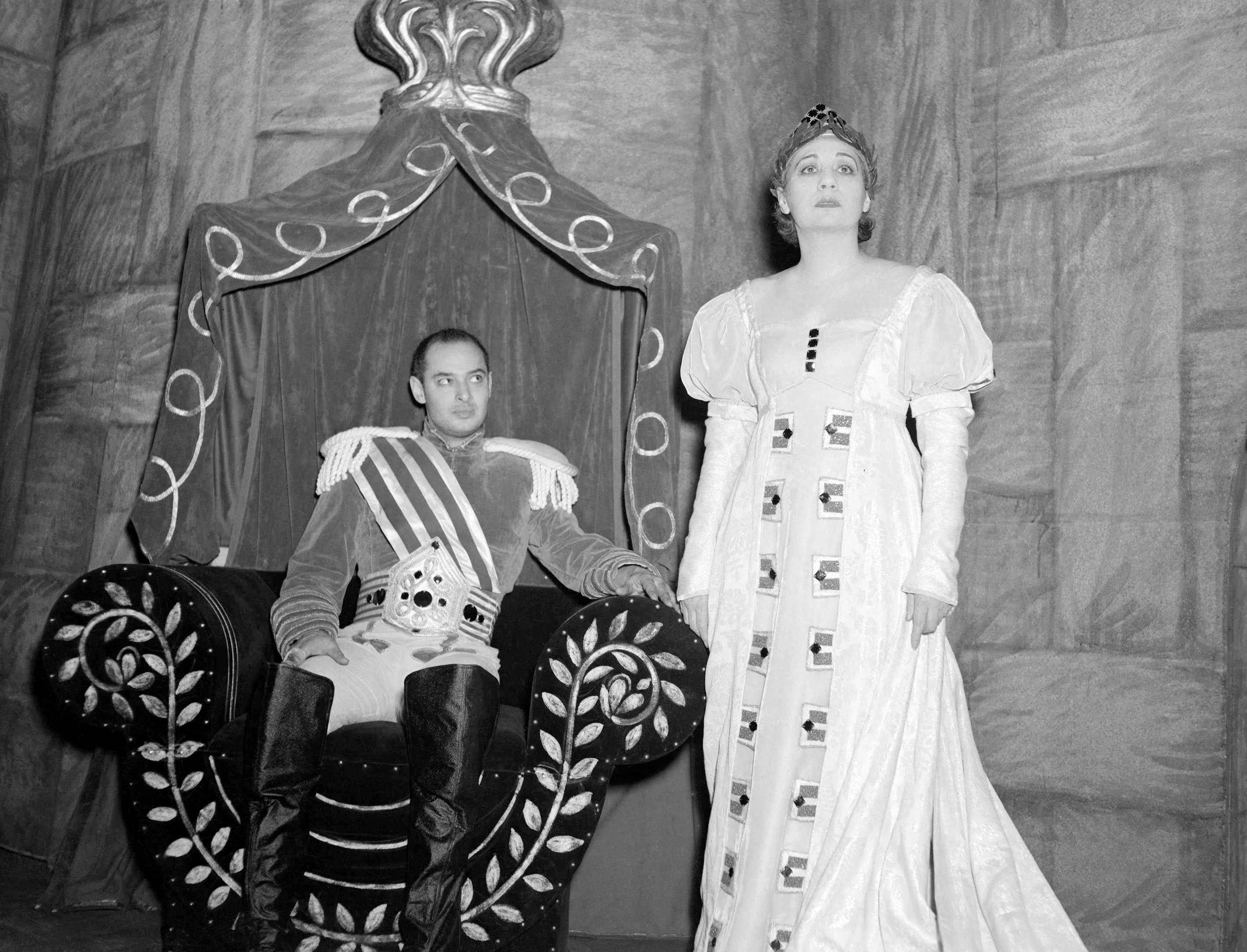
Jack Carter y Edna Thomas
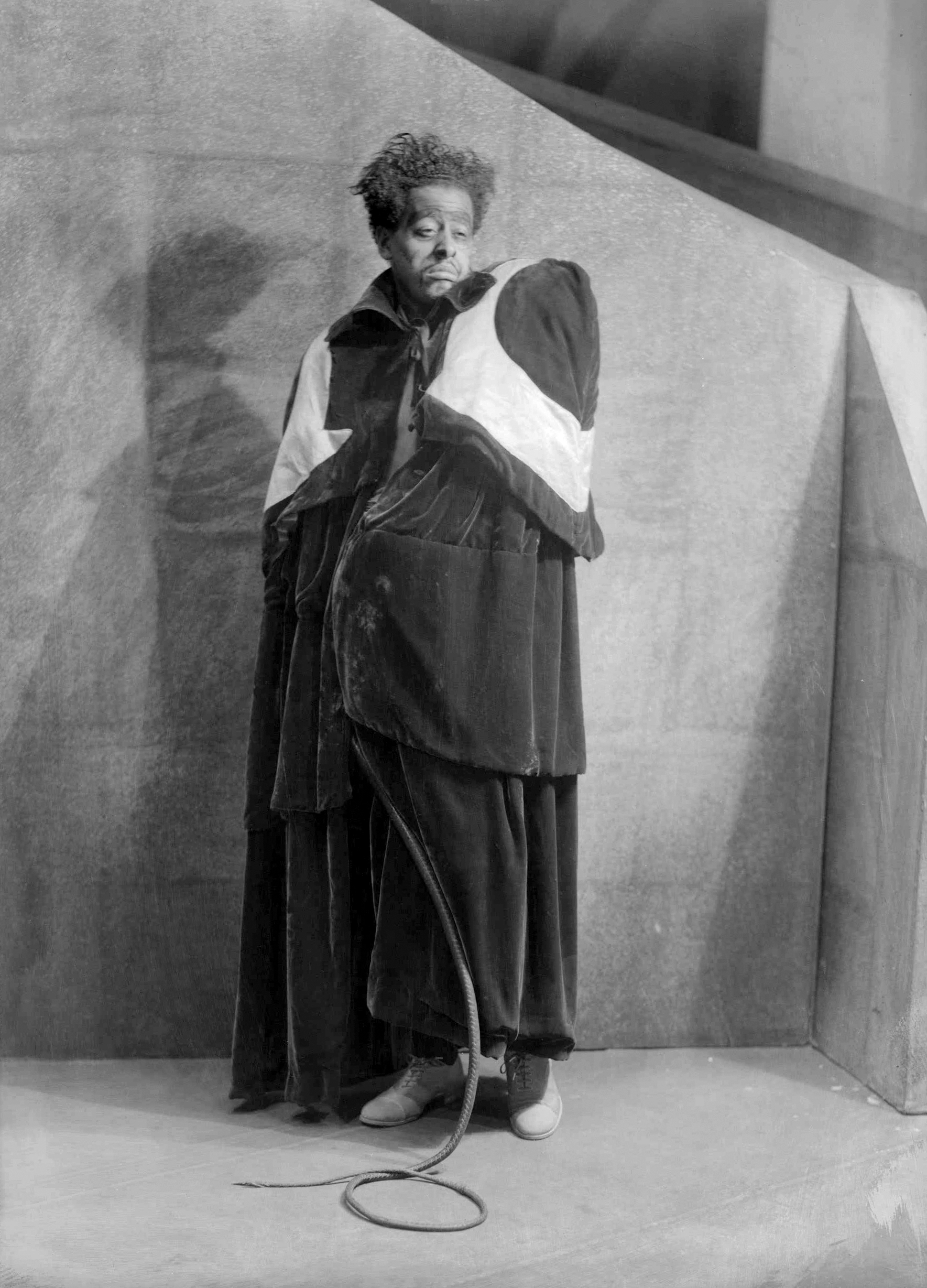
Eric Burroughs (Hécate)
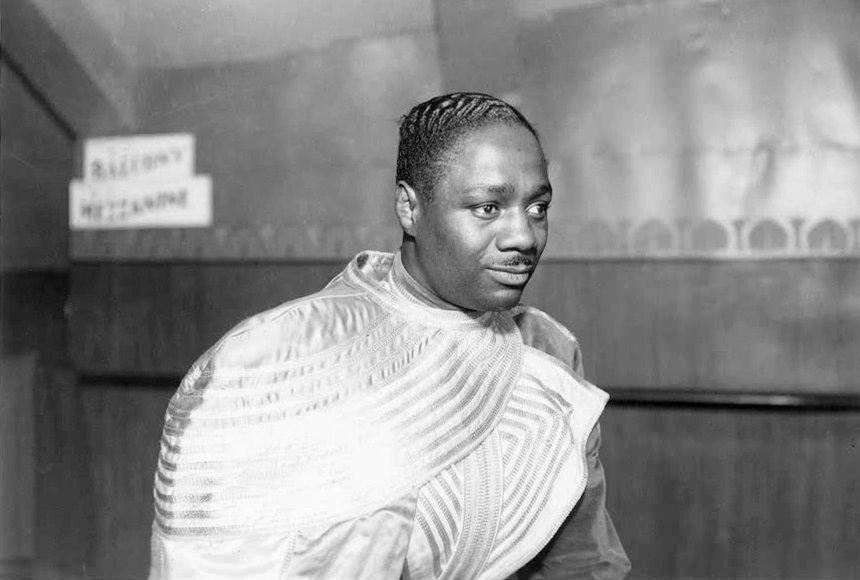
Canadá Lee (Banquo)
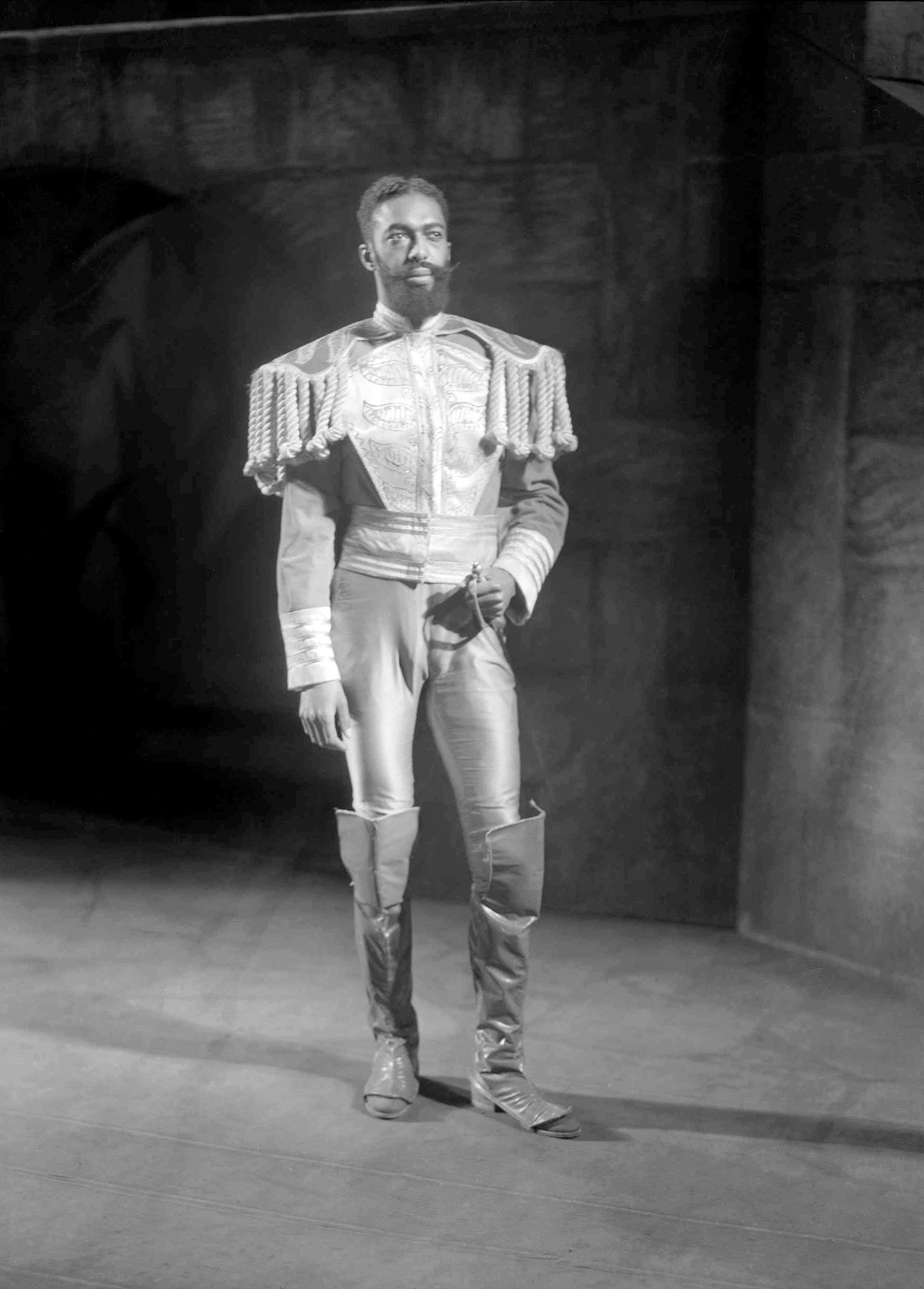
Maurice Ellis (Macduff)
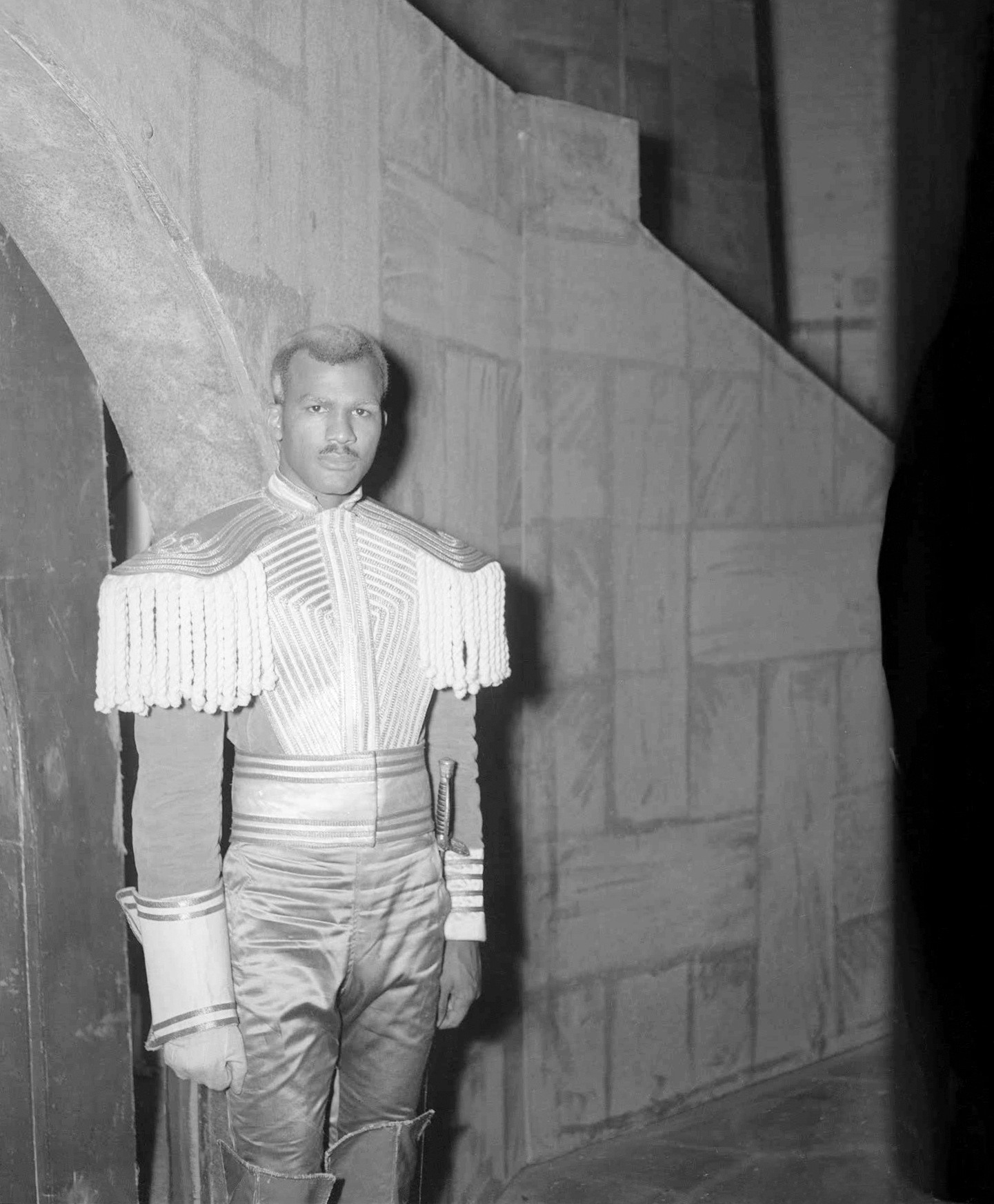
Charles Collins (Macduff)
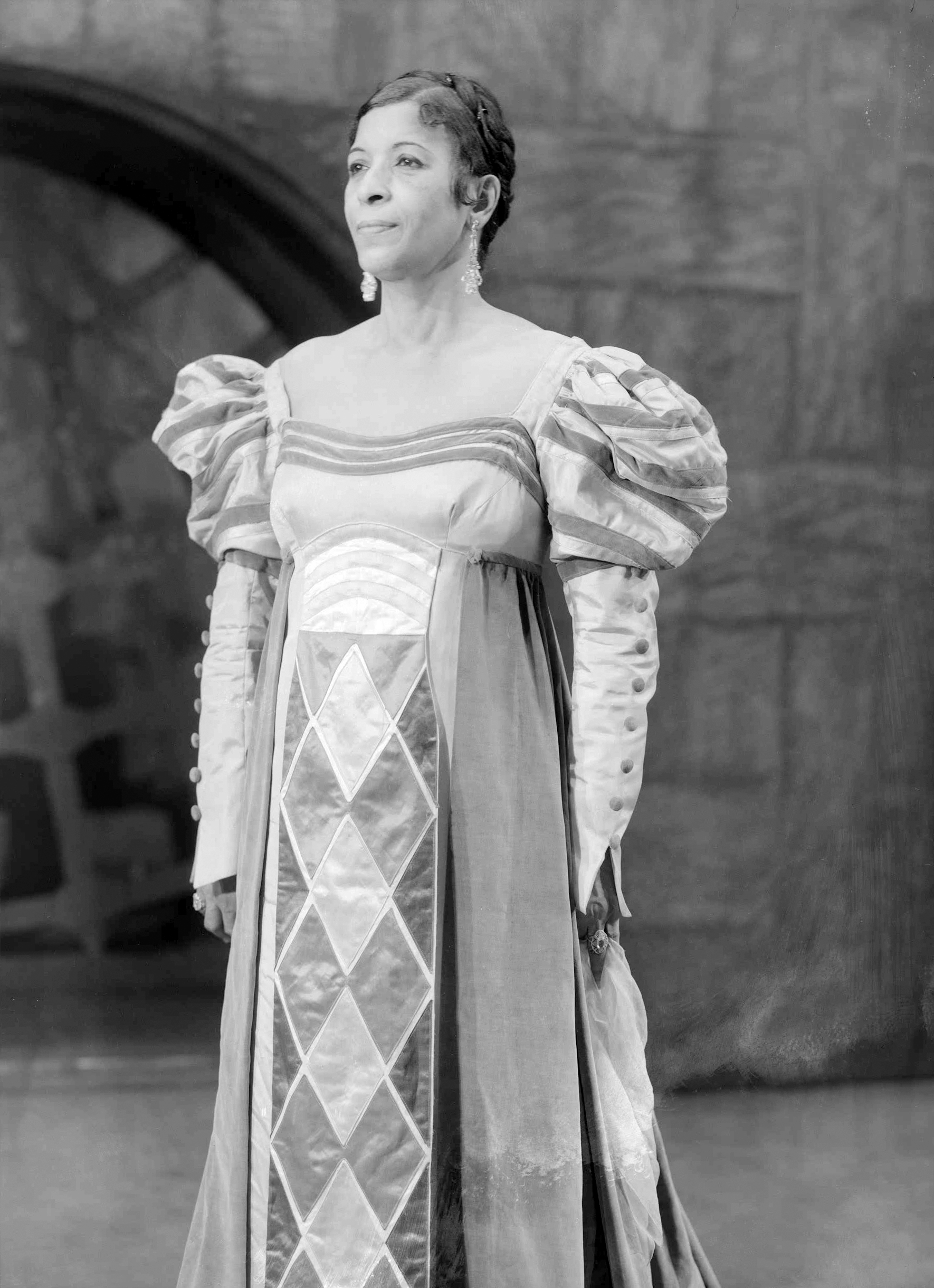
Marie Young (Lady Macduff)
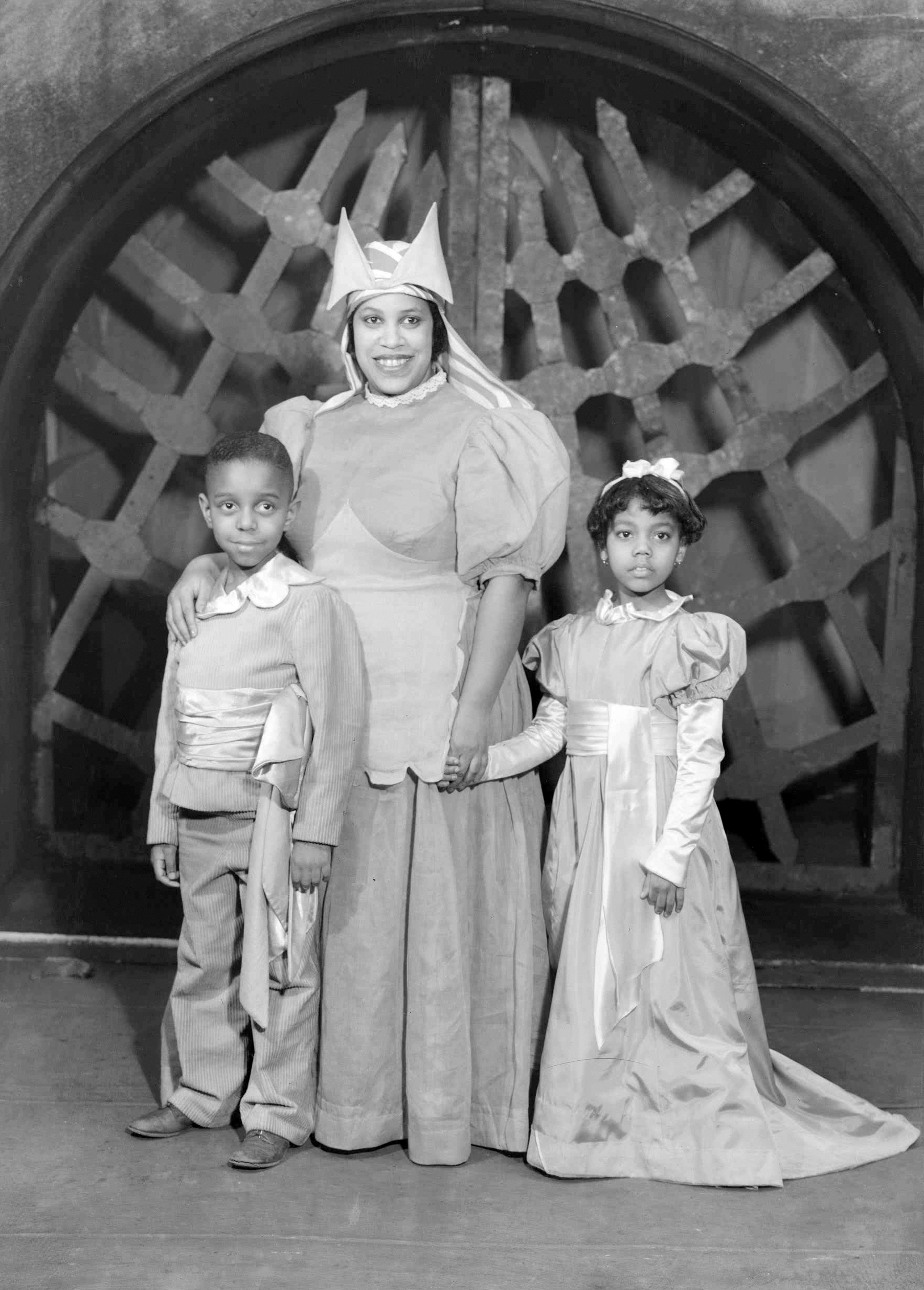
Virginia Girvin (enfermera), Bertram Holmes y Wanda Macy
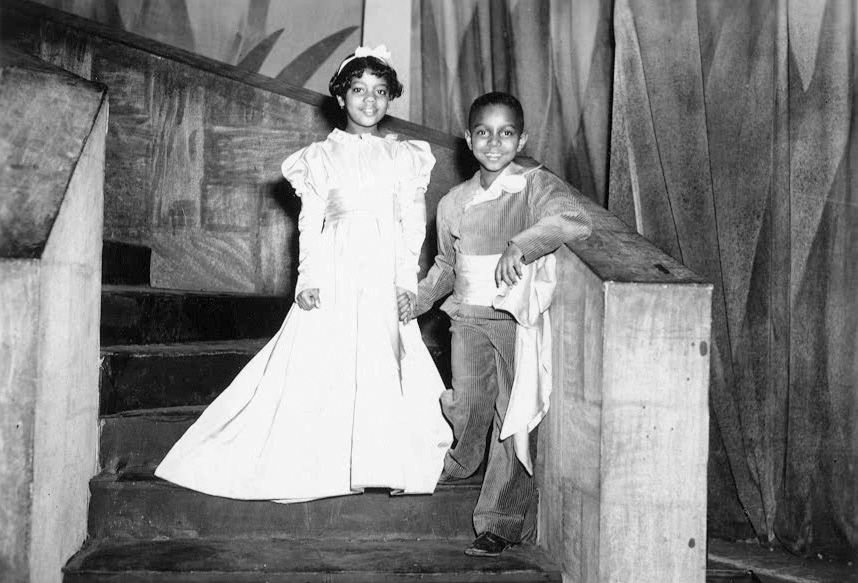
Wanda Macy y Bertram Holmes (hijos de Macduff)
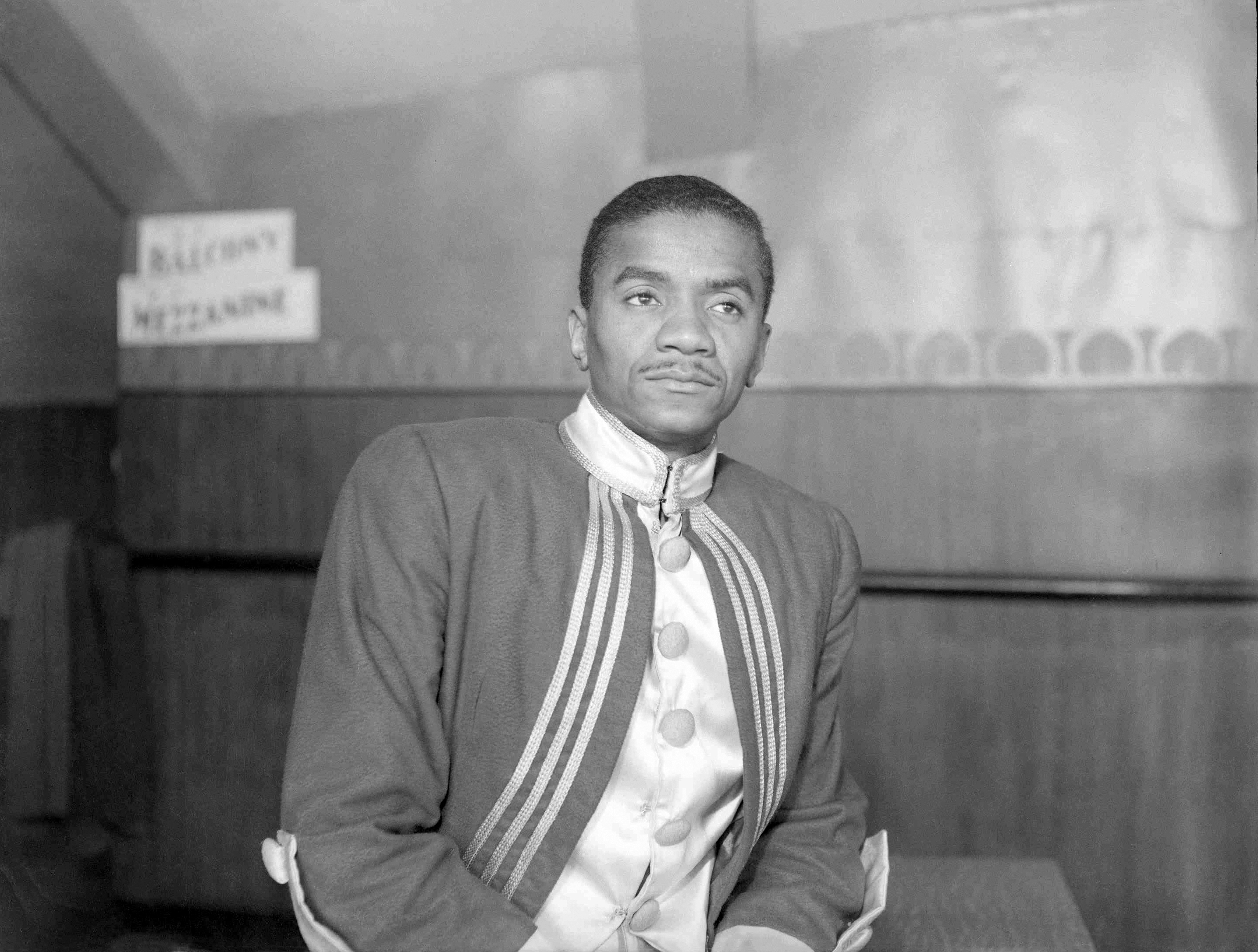
Wardell Saunders (Malcolm)
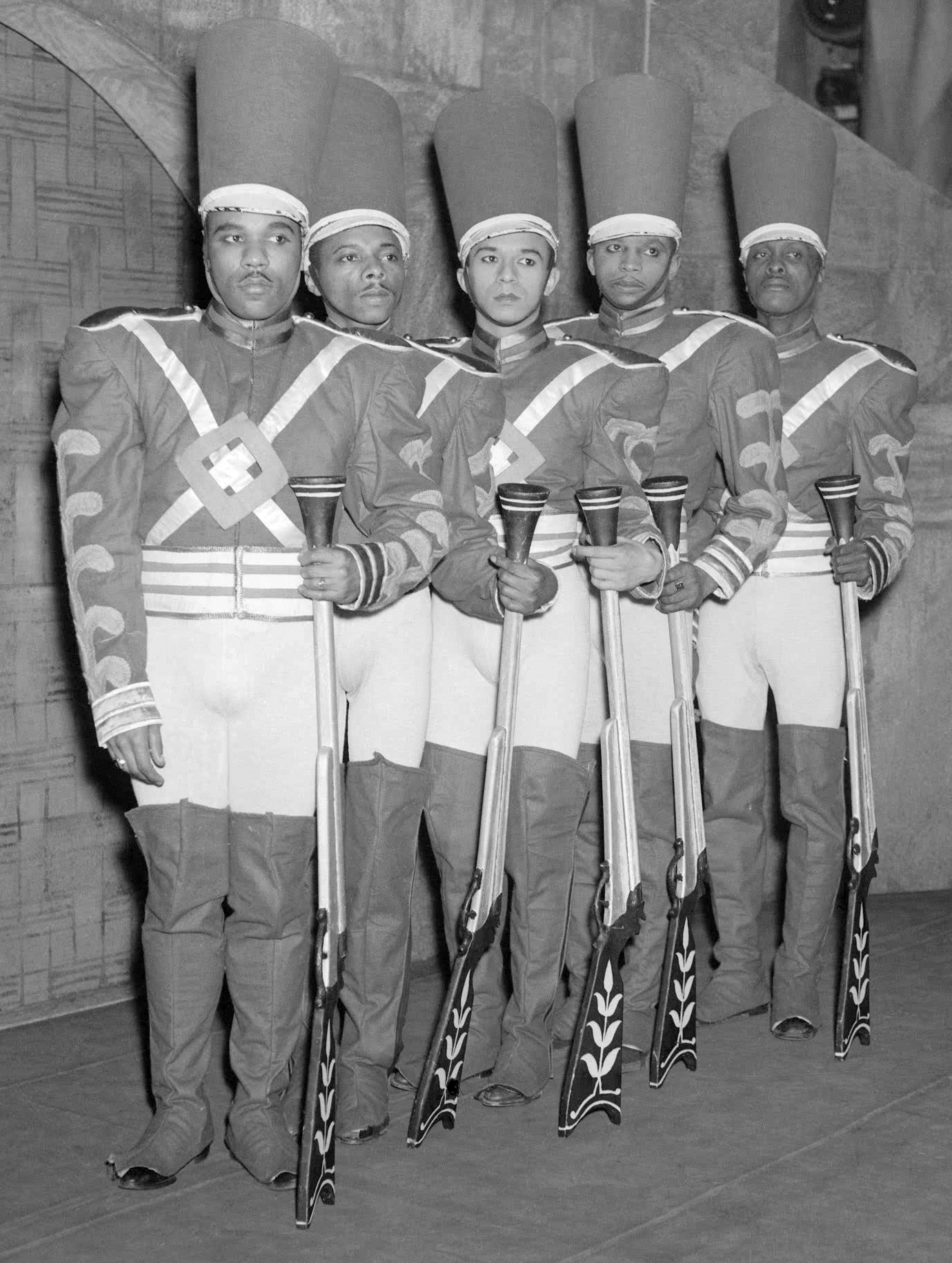
Guardaespaldas de Macbeth
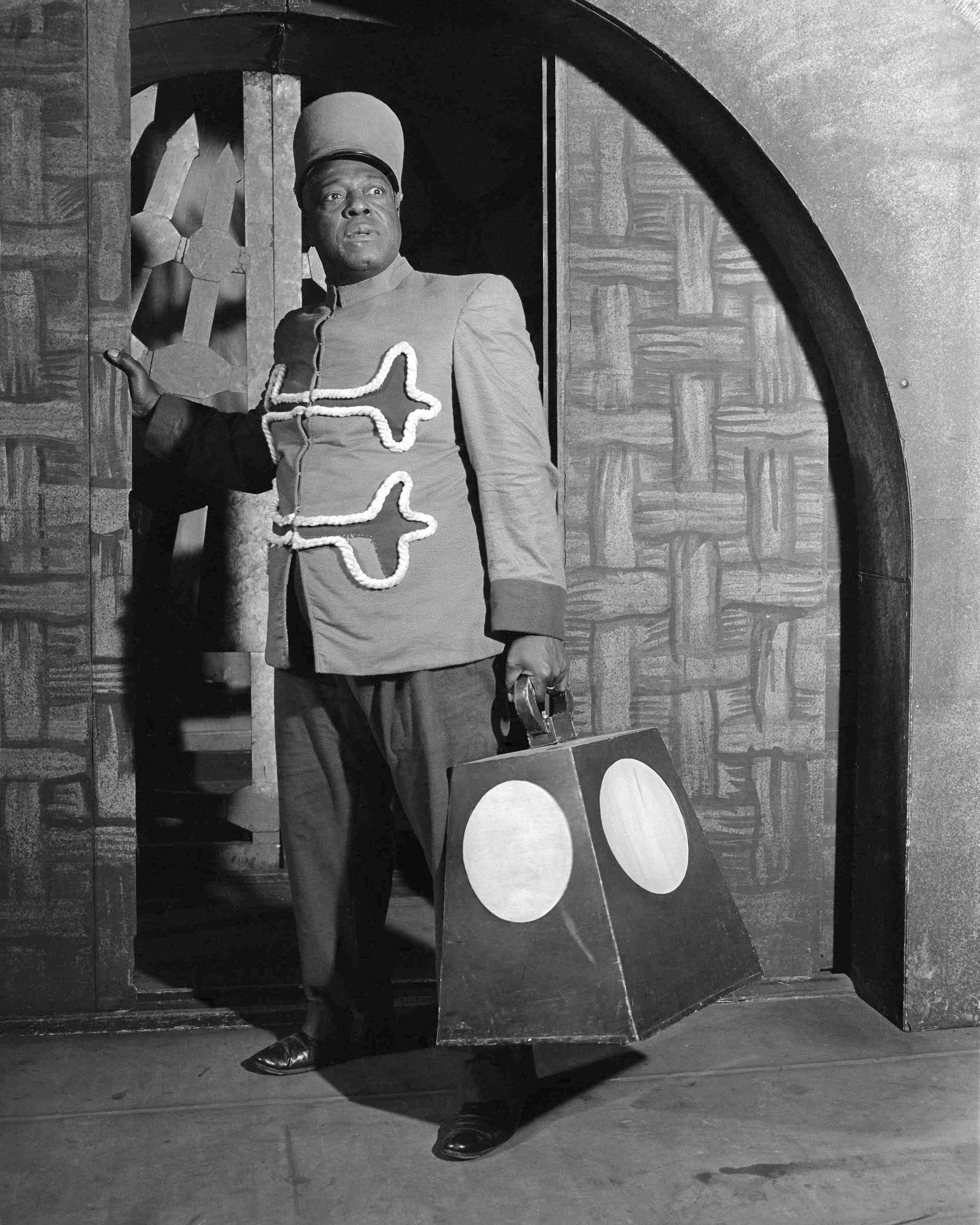
J. Lewis Johnson (El portero)

## Reposiciones
Usando el manual de indicaciones original de 1936, en 1977, el New Federal Theatre de Henry Street Settlement revivió la producción, protagonizada por Lex Monson y Esther Rolle.
En 2001, Lenwood Sloan creó Vo-Du Macbeth, inspirado en parte por la producción del Teatro Federal de 1936.
El Festival Nacional de Artes Negras anunció sus planes para revivir la obra en 2012 en Atlanta, con fondos del National Endowment for the Arts.
El American Century Theatre produjo la obra en 2013.

## Influencia
En 2021, una película biográfica titulada Voodoo Macbeth se estrenó en el Festival Internacional de Cine de Cleveland, producida por la Escuela de Artes Cinematográficas de la USC, narra la creación de la producción original de 1936, protagonizada por Inger Tudor como Rose McClendon y Jewell Wilson Bridges como Orson Welles.
En 2017, Bob Devin Jones dirigió una producción de Voodoo Macbeth inspirada en la versión de Welles, pero diferente a ella.